# Табаков, Олег Павлович
Оле́г Па́влович Табако́в (17 августа 1935, Саратов, СССР — 12 марта 2018, Москва, Россия) — советский и российский актёр и режиссёр театра и кино, педагог; народный артист СССР (1988), лауреат Государственной премии СССР (1967) и Государственной премии РФ (1998). Полный кавалер ордена «За заслуги перед Отечеством».
Один из актёров-организаторов Московского театра «Современник». Художественный руководитель и директор МХТ им. А. П. Чехова (2000—2018). Основатель и художественный руководитель Московского театра под руководством Олега Табакова («Табакерка») (1987—2018). Член Совета при президенте РФ по культуре и искусству (2001—2018).

## Биография

### Жизнь в Саратове
Родился 17 августа 1935 года в Саратове в семье врачей — Павла Кондратьевича Табакова и Марии Андреевны Березовской.
Раннее детство провёл с родителями и бабушками. Во время Великой Отечественной войны отец ушёл на фронт, возглавив военно-санитарный поезд № 87, мать работала в военном госпитале на станции Эльтон Рязано-Уральской железной дороги. После войны родители расстались.
Учился в мужской средней школе № 18 на улице Рахова 124 в Саратове. Решающее влияние на выбор профессии оказали занятия в 1950—1953 годах в театральном кружке «Молодая гвардия» Саратовского Дворца пионеров и школьников, руководимом педагогом театрального мастерства Натальей Сухостав, ставшей «крёстной матерью» для 160 актёров.
Табаков поддерживал связь со своей малой родиной всю свою жизнь. В 2003 году был удостоен звания Почётного гражданина города Саратова. С 2004 по 2016 год являлся президентом международного фестиваля документальной мелодрамы «Саратовские страдания». В августе 2015 года в Саратове открыт прижизненный памятник актёру. Композиция изображает двух персонажей — юношу Олега Савина из фильма «Шумный день» (одна из самых первых его киноролей) и мультяшного кота Матроскина, которого он озвучивал.

### Школа-студия МХАТ
В 1953 году Табаков окончил школу, поступил в Школу-студию МХАТ в Москве, на курс народного артиста СССР Василия Топоркова. Был одним из лучших студентов. Обучаясь там на третьем курсе, сыграл свою первую роль в кино в фильме «Тугой узел» режиссёра Михаила Швейцера.
Олег Табаков — в середине 50-х также актёр ЦДТ.
В 1957 году под крышей Школы-студии МХАТ Олег Ефремов создал Студию молодых актёров, преобразовавшуюся впоследствии в театр «Современник». Ефремов оказал большое влияние на окончательное профессиональное становление актёра. По его словам, «Современник» стал одновременно и «…подтверждением величия Московского Художественного театра, его методологии, учения Станиславского и Немировича-Данченко о живом актёре, живой жизни человеческого духа, воспроизводимой на сцене сегодня, здесь, сейчас».

### Театр «Современник»

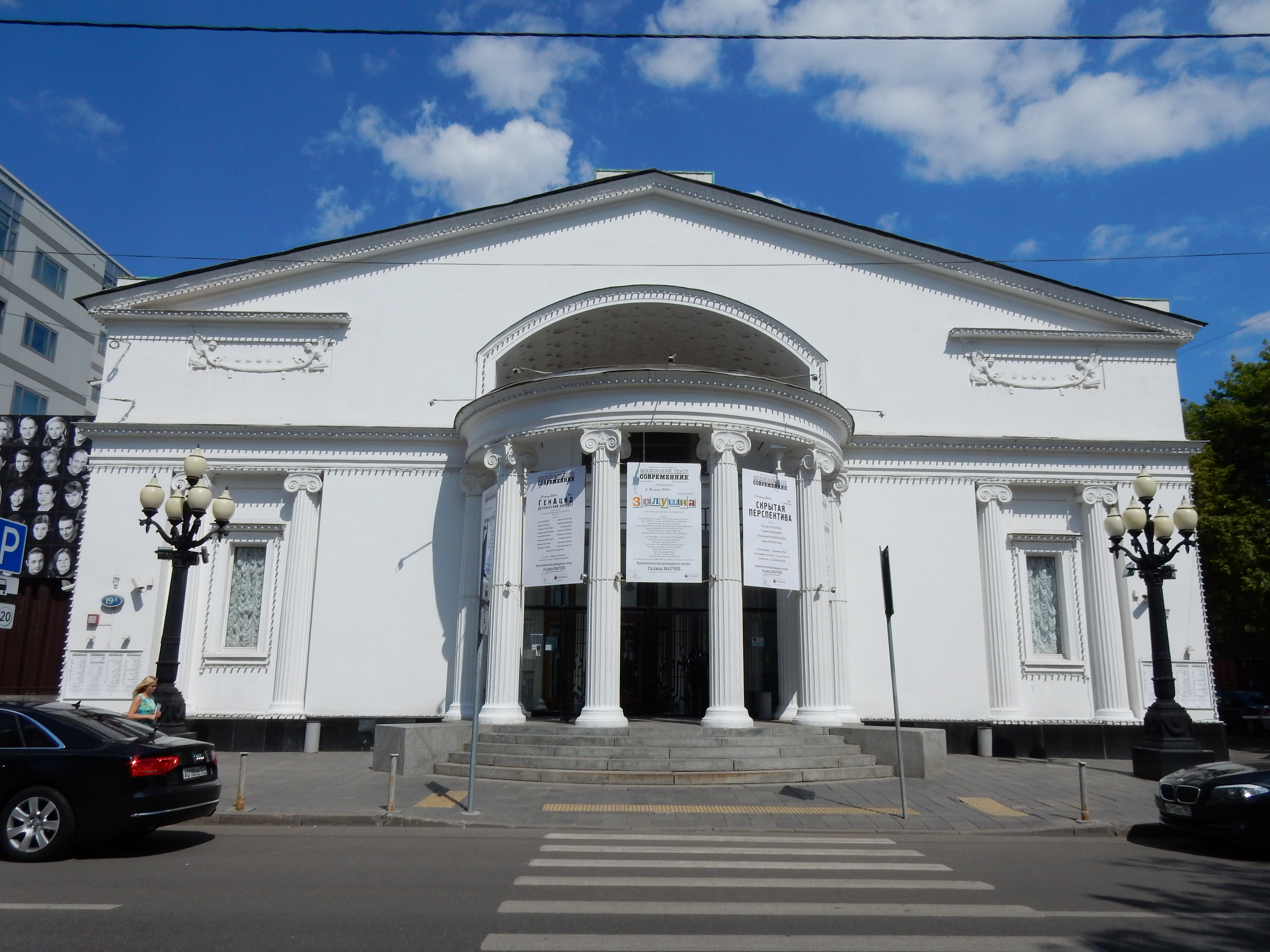
Московский театр «Современник»

«Современник» стал самостоятельной единицей, а Олег Табаков — самым молодым из шести основателей нового театра. Роль студента Миши в спектакле «Вечно живые» стала его первой работой в театре.
С 1957 по 1983 год был ведущим артистом «Современника». Его роли в спектаклях «Голый король», «Третье желание», «Всегда в продаже», «Обыкновенная история» снискали невероятный успех.
В 1964 году в возрасте 29 лет из-за большой нагрузки перенёс инфаркт. Много работал на радио.
С 1965 по 1991 год был членом КПСС.
В 1968 году по приглашению театра «Чиногерны клуб» сыграл в Праге Хлестакова в спектакле «Ревизор». Успех 33-летнего артиста за рубежом окончательно утвердил его «звёздный» статус среди театральных мастеров международного класса.
В 1970 году после того, как Ефремов был назначен художественным руководителем МХАТа, Табаков принял решение стать директором театра и способствовал утверждению Галины Волчек на должность главного режиссёра театра «Современник». Занимал должность на протяжении шести лет.

### МХАТ

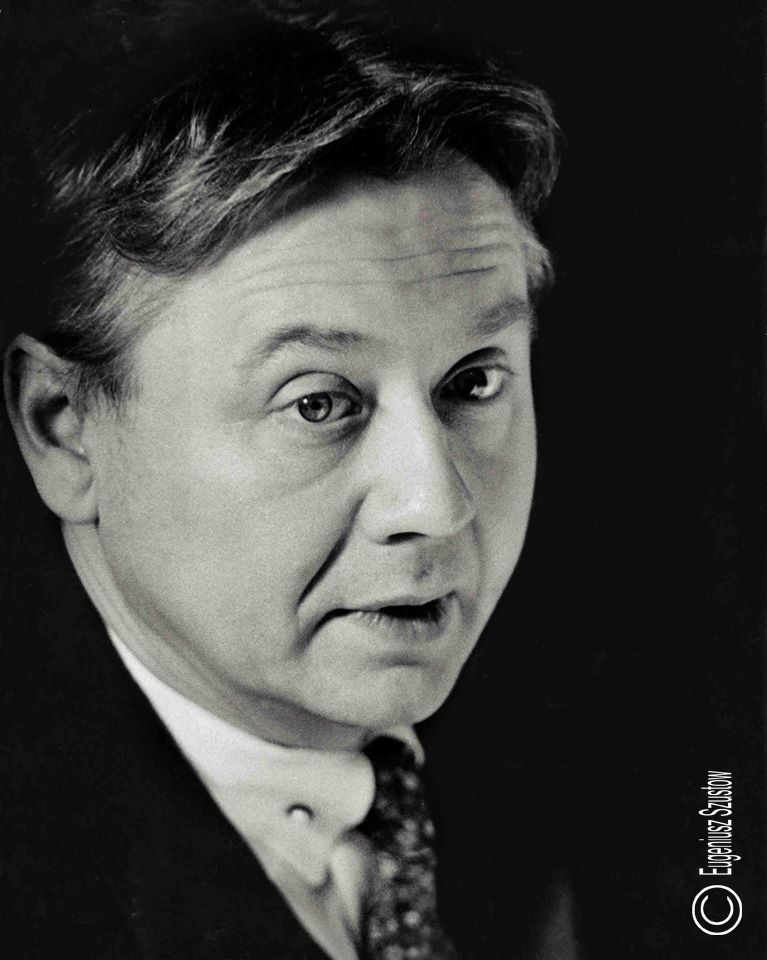
1975

С 1976 по 1983 год оставался в «Современнике» на «разовых» ролях, и в 1983 году по приглашению Олега Ефремова перешёл во МХАТ. Первой его ролью на сцене Художественного театра стал Сальери в спектакле «Амадей».
В 1987 году при разделе театра на две труппы активно поддержал Ефремова.

### Преподавательская деятельность

Олег Табаков с новым курсом Школы-студии МХАТ, набор 1998 года

С 1973 года Олег Табаков занимался преподавательской деятельностью.
В 1976 году на базе ГИТИСа набрал курс из 26 студентов, основой которого стали те, кого он привёл из своего «драмкружка»: Надежда Лебедева, Игорь Нефёдов, Лариса Кузнецова, Марина Овчинникова, Виктор Никитин, Алексей Якубов, Ольга Топилина, Кирилл Панченко, Виктор Сарайкин. Среди пришедших поступать учиться к нему «самотёком» была Елена Майорова.
В 1977—1978 годах проводил занятия «Работа с актёром» для слушателей отделения кинорежиссёров-постановщиков художественного фильма Высших курсах сценаристов и режиссёров.
В 1986—2000 годах был ректором Школы-студии МХАТ, где выпустил 4 актёрских курса, руководил совместной аспирантской программой Школы-студии и Университета Карнеги Меллон (США). После ухода с поста ректора Школы-студии МХАТ в 2000 году оставался в должности заведующего кафедрой актёрского мастерства института до последних дней жизни, преподавал дисциплины «актёрское мастерство» и «мастерство артиста драматического театра и кино».
В 1992 году основал Летнюю школу имени К. С. Станиславского в Бостоне (США).
В 2008 году был открыт театральный колледж при театре Табакова — школа-пансион для обучения детей со всей страны. С сентября 2010 года Табаков являлся художественным руководителем колледжа и преподавателем актёрского мастерства.

### Театр «Табакерка»

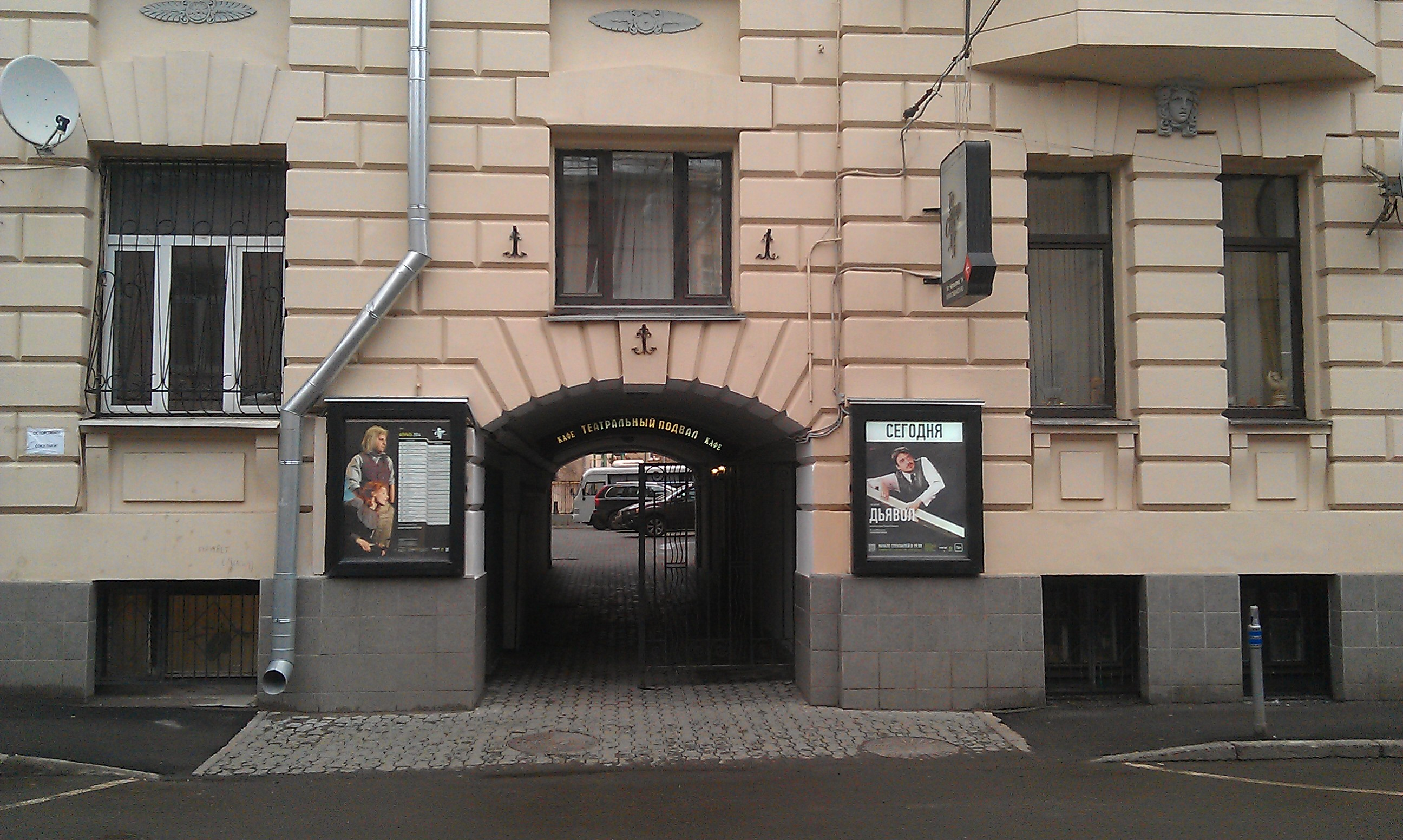
Вход в здание театра на улице Чаплыгина

В 1977 году при содействии начальника Бауманского РСУ Юлия Гольцмана Олегу Табакову был передан под здание театра бывший угольный склад на улице Чаплыгина, 1а. Собственными руками мастер и его курс очистили и отремонтировали заброшенное помещение, со временем превратившееся в известный «подвал» «Табакерка».
В 1978 году состоялась премьера «подвала»: спектакль «С весной я вернусь к тебе» по пьесе Алексея Казанцева. Затем были «Две стрелы», «Прощай, маугли!», «Белоснежка и семь гномов», «Страсти по Варваре». Его студенты обучались мастерству, ежедневно участвуя в спектаклях. Вскоре «подвал» стал известен не только в Москве.
С 1979 года о студии стали писать лучшие журналисты и критики того времени — Алексей Аджубей, Евгений Сурков, Александр Свободин, Инна Соловьёва. После успешных гастролей студии в Венгрии стало очевидно: родился новый театр. Но официального статуса театру тогда не дали.

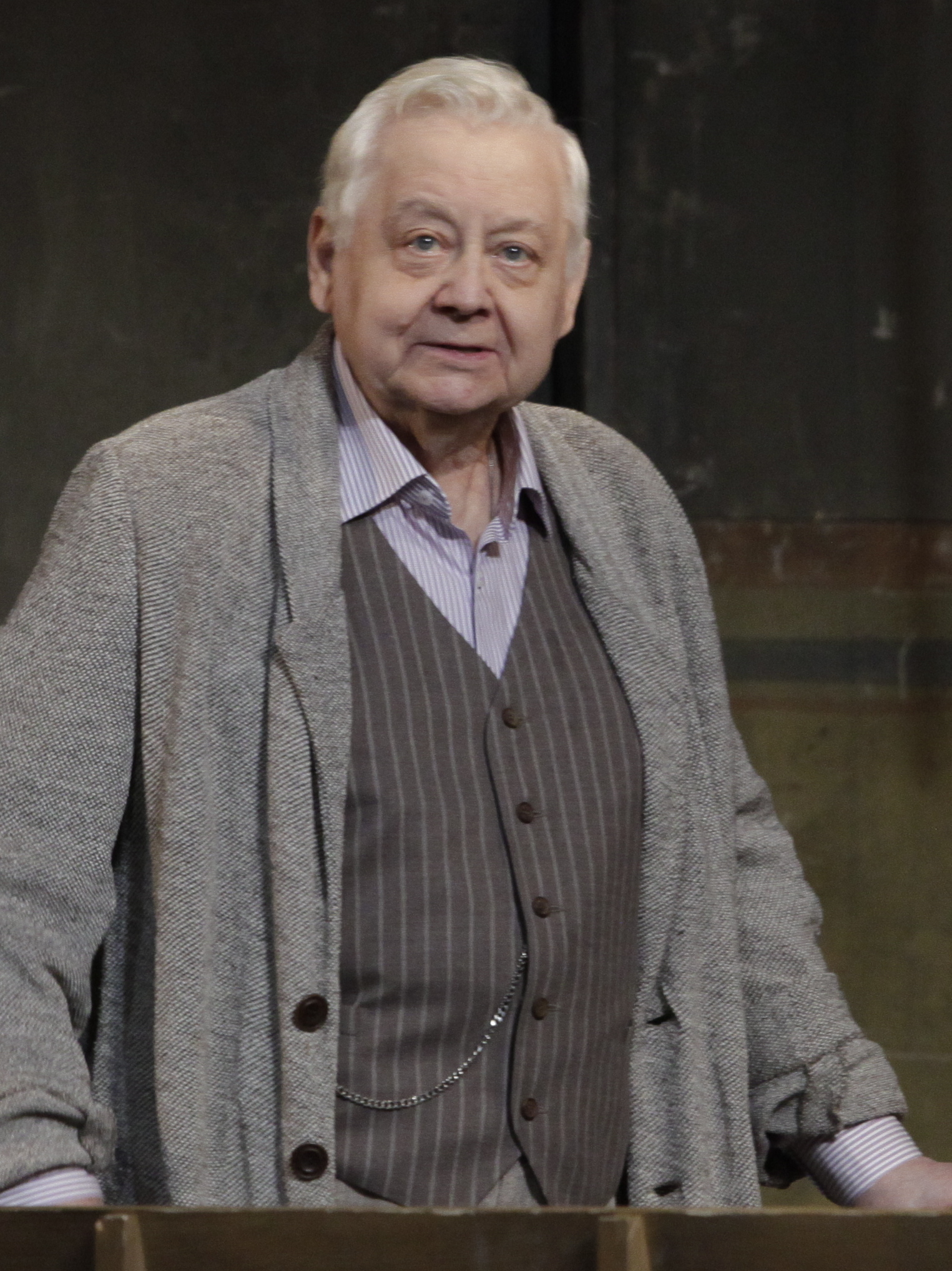
На сцене театра в роли доктора Дорна в комедии «Чайка»

С 1980 по 1982 год выпускники студии, вынужденные разойтись по разным театрам, продолжали собираться в «Табакерке» по ночам, репетировать и даже выпускали премьеры. В те годы вышли «Записки сумасшедшего», «Жак-фаталист», «Случай в зоопарке». Последней попыткой восстановить прежнюю жизнь подвала стал спектакль «Пролетарская мельница счастья», сорванный однажды из-за неявки неотпущенной с «основного места работы» актрисы. Жизнь подвала замерла.
В самое тяжёлое для себя время, в период «запрета на профессию», Табаков продолжал работать, читая лекции студентам Хельсинкской театральной академии. Поставил с финнами дипломный спектакль «Две стрелы».
В 1982 году набрал новый актёрский курс, который через несколько лет стал основой труппы нового театра.
В 1986 году первый заместитель министра культуры подписал приказ о создании трёх московских театров-студий, одним из которых был театр-студия под руководством Олега Табакова.
1 марта 1987 года была завершена реконструкция подвала на улице Чаплыгина, 1а. Табаков ставил там спектакли, играл сам и воспитывал актёров.
Начиная с постановки «Ревизора» в театре Шеффилда (Великобритания) в 1976 году работал за рубежом в качестве режиссёра-постановщика и преподавателя. В театрах Венгрии, Финляндии, Германии, Дании, Австрии, США им была поставлена русская, советская и зарубежная классика, всего более 40 спектаклей.
С 2000 года совмещал художественное руководство двумя театрами и работу в качестве актёра, руководство кафедрой мастерства актёра в Школе-студии МХТ, обучение студентов и режиссуру за границей, продюсирование, съёмки в кино- и телефильмах.
В 2004 году стал обладателем премии «Чайка» в номинации «Сердца ангела».

### МХТ имени А. П. Чехова
В 2000 году Табаков возглавил Московский Художественный театр им. А. П. Чехова и взял курс на полное обновление репертуара, привлечение в театр российских режиссёров (Миндаугас Карбаускис, Кирилл Серебренников, Евгений Писарев, Марина Брусникина, Адольф Шапиро, Константин Богомолов, Владимир Петров, Юрий Бутусов, Сергей Женовач, Виктор Рыжаков и другие) и новых авторов.

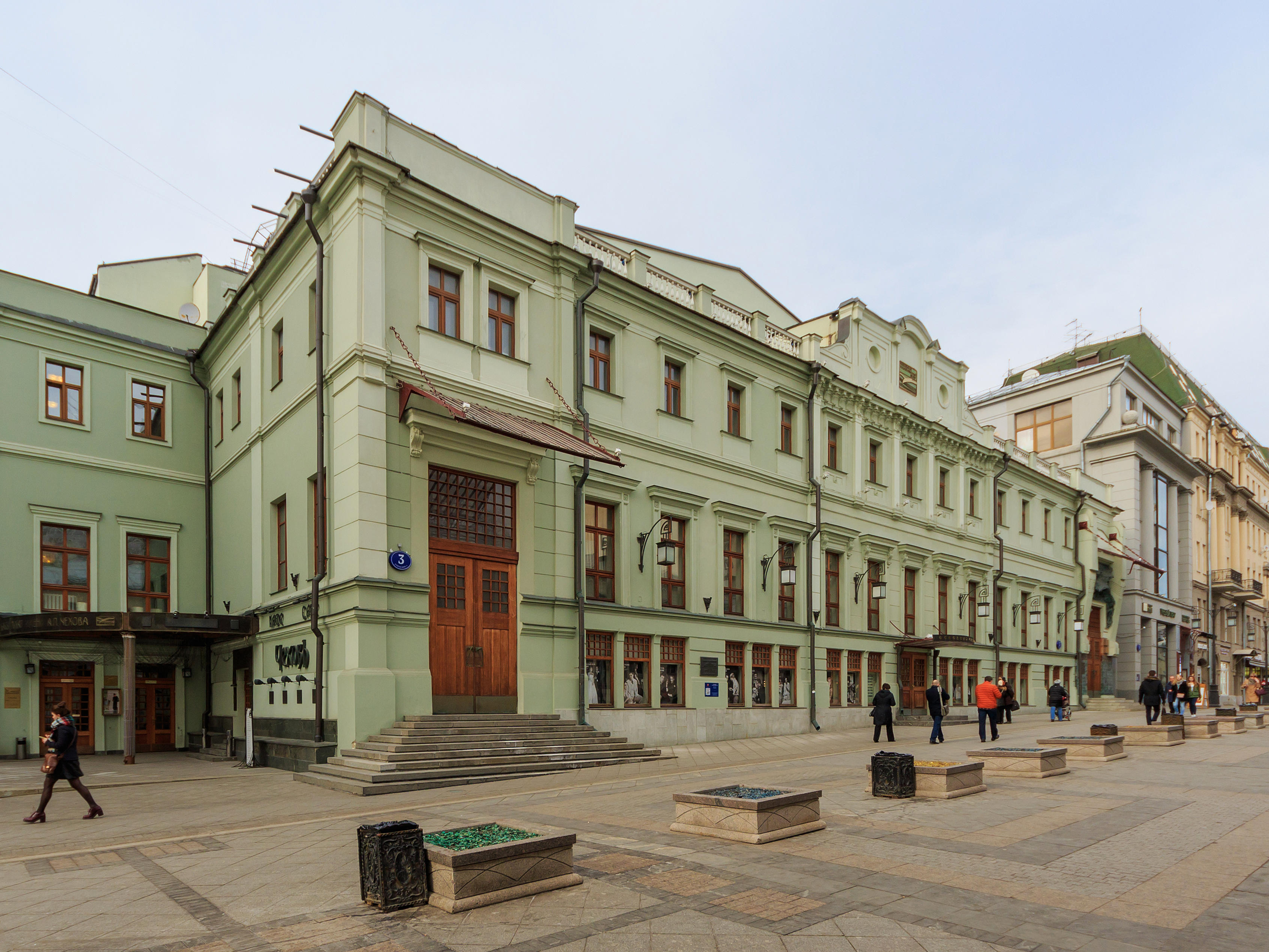
МХТ имени Чехова

По его приглашению в труппу театра вошли Ольга Яковлева, Авангард Леонтьев, Алла Покровская, Валерий Хлевинский, Борис Плотников, Константин Хабенский, Михаил Пореченков, Михаил Трухин, Марина Голуб, Анатолий Белый, Владимир Краснов, Сергей Сосновский, Дмитрий Назаров, Николай Чиндяйкин, Алексей Кравченко, Дарья Мороз, Дмитрий Дюжев, Ирина Пегова, Юрий Чурсин, Максим Матвеев и другие. В 2001 году была открыта третья — Новая — сцена театра, предназначенная специально для экспериментальных постановок. Она расположилась в соседнем с театром здании (Камергерский переулок, 3-а).
В 2006—2007 годах по инициативе Табакова была проведена крупномасштабная реконструкция Основной сцены и зала, благодаря чему МХТ стал одним из самых технически оснащённых театров мира: была обновлена вся верхняя и нижняя механизация уникальной мхатовской сцены, всё звуковое и светотехническое оборудование, а залу было возвращено первоначальное шехтелевское оформление.
3 сентября 2014 года по его инициативе перед зданием театра в Камергерском переулке был открыт памятник основателям МХТ Владимиру Немировичу-Данченко и Константину Станиславскому (скульптор и архитектор Алексей Морозов).
В марте 2015 года было начато строительство филиала МХТ на пересечении проспекта Андропова и Нагатинской улицы.

### Кинематограф

Памятник Олегу Табакову (артист в роли Олега Савина в фильме «Шумный день»), Саратов

Табаков был одним из наиболее востребованных и известных артистов советского и российского кинематографа. За всю свою актёрскую карьеру он снялся более чем в 120 картинах.
Наибольшую известность принесли роли в фильмах «Шумный день» (Олег Савин), «Война и мир» (Николай Ростов), «Семнадцать мгновений весны» (Вальтер Шелленберг), «Двенадцать стульев» (Альхен), «Д’Артаньян и три мушкетёра» (король Людовик XIII), «Несколько дней из жизни И. И. Обломова» (Илья Ильич Обломов), «Мэри Поппинс, до свидания» (мисс Юфимия Эндрю), «Человек с бульвара Капуцинов» (владелец салуна и бармен Гарри Мак-Кью), «Сирота казанская» (кок Павел). Кроме того, популярность принесла и озвучка мультфильмов, наиболее известный из которых был «Трое из Простоквашино» (кот Матроскин).

### Смерть
27 ноября 2017 года Табаков был госпитализирован в 6-е отделение реанимации и интенсивной терапии Первой городской больницы имени Н. И. Пирогова. Врачи диагностировали у него сепсис — заражение крови. В театре предположили, что сепсис был спровоцирован зубными имплантатами. 2 декабря его состояние резко ухудшилось — он впал в так называемое «состояние глубокого оглушения», являющееся предкомным.
Скончался вечером в понедельник, 12 марта 2018 года в 16:00 в результате сердечного приступа на 83-м году жизни. Церемония прощания состоялась 15 марта 2018 года на исторической сцене МХТ им. Чехова, в котором он долгие годы работал художественным руководителем и директором. С актёром пришли попрощаться сотни людей, друзья, близкие, коллеги и представители власти, включая президента России Владимира Владимировича Путина.
Был похоронен на Новодевичьем кладбище Москвы. Возле гроба прошла заупокойная служба. Могила, на которой 27 сентября 2021 года открыт памятник, находится рядом с могилами Владимира Зельдина, Леонида Броневого и художника Ильи Глазунова.

### Семья
Прапрадед Иван Утин.
Прадед Иван Иванович Утин, крепостной крестьянин из мордвы, вырос в семье зажиточного крестьянина Табакова, который дал ему свою фамилию.
Дед Кондратий Иванович Табаков работал слесарем в Саратове, был женат на Анне Константиновне Матвеевой.
Отец Павел Кондратьевич Табаков (1904—1981) — врач, сотрудник Научно-исследовательского института «Микроб». Участник Великой Отечественной войны в составе военно-санитарного поезда, награждён орденом Красной Звезды и медалью «За отвагу». От первого брака — сын Евгений, с которым Олег Павлович поддерживал близкие отношения. Дочь, Наталья Павловна Табакова-Стульнева, моложе знаменитого брата на 14 лет (умерла в 2009).
Мать Мария Андреевна Березовская (урождённая Пионтковская; 1903—1992), рентгенолог, в войну — врач-терапевт в военном госпитале. Дочь крупного зернопроизводителя Андрея Францевича Пионтковского, польского дворянина с имением в Балтском уезде, и Ольги Терентьевны, «из простых». Это был её третий брак. Первый муж Андрей Березовский застрелился в припадке ревности; вторым мужем был Гуго Юльевич Гольдштерн (1884, Яссы — 1933), румынский врач и революционер еврейского происхождения, замнаркома здравоохранения Молдавской АССР (1926—1927), замдиректора саратовского НИИ «Микроб», советский разведчик в Австрии и Германии, погибший при исполнении служебных обязанностей. От брака с ним родилась дочь Мирра Гольдштерн, единоутробная сестра Олега Табакова.

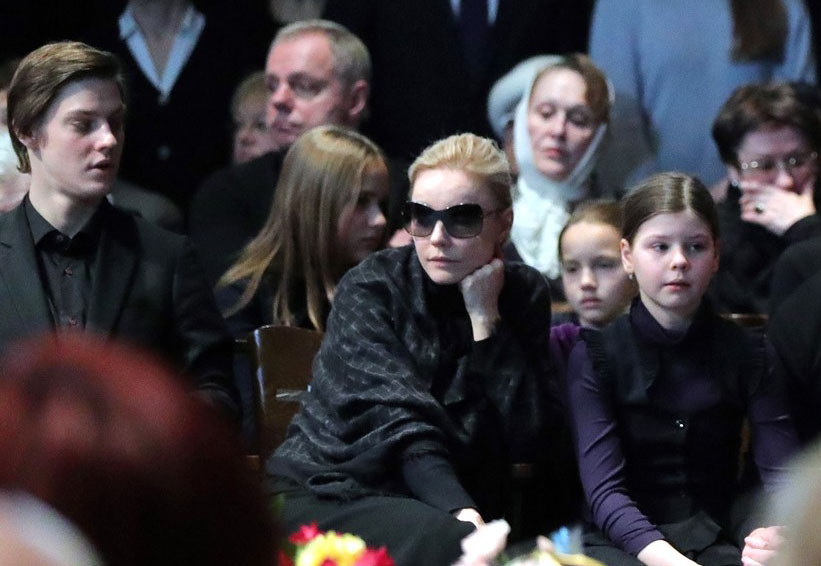
Марина Зудина с сыном Павлом и дочерью Марией, 15 марта 2018 года

Первая жена (с 1959 до 1994) — Людмила Крылова (род. 1938), актриса, заслуженная артистка РСФСР (1982). Сын Антон Табаков (род. 1960), актёр и ресторатор.
Внук Никита (род. 7 марта 1991), ресторатор (сын актрисы Екатерины Семёновой). Внучки Анна (род. 1999), живёт в Лондоне (дочь телеведущей Анастасии Чухрай), Антонина и Мария учатся и живут в Париже (дети Анжелики Табаковой).
Дочь Александра Табакова (род. 1966), актриса, радиоведущая, телеведущая. Внучка Полина Лиферс (род. 1988), театральный художник, сотрудничает с театром Олега Табакова, дочь немецкого актёра Яна Лиферса.
Вторая жена (с 17 марта 1995) — Марина Зудина (род. 1965), актриса, народная артистка РФ (2006). Они начали встречаться за 10 лет до брака, в 1985 г., когда Зудина была студенткой, а Табаков был женат. Сын Павел Табаков (род. 1995), актёр. Дочь Мария Табакова (род. 2006).

## Общественная деятельность

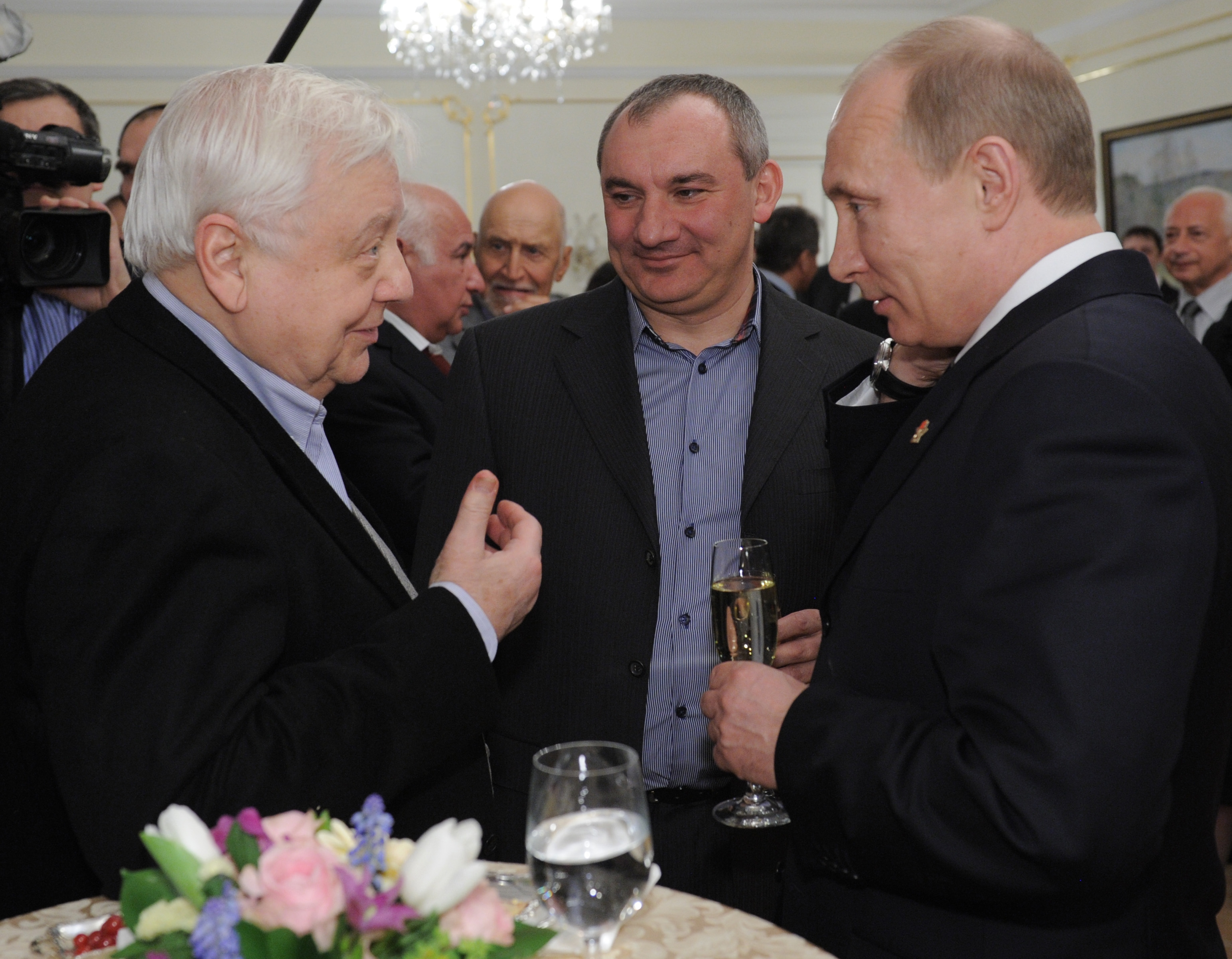
Олег Табаков, Николай Фоменко и Владимир Путин, 2012 год

Был сторонником партии «Единая Россия».
В феврале 2012 года Олег Табаков стал доверенным лицом кандидата в президенты России Владимира Путина, выставившего свою кандидатуру на третий президентский срок. В июле того же года Указом Путина включён в состав Совета по общественному телевидению.
В ноябре 2012 года был одним из авторов обращения группы творческой интеллигенции к президенту России о назначении директором Большого театра Николая Цискаридзе
В марте 2014 года Табаков поддержал аннексию Крыма, подписал письмо президенту России Владимиру Путину в поддержку аннексии. В декабре 2015 года Табакову запретили въезд на Украину.
Высказался с поддержкой директора Новосибирского театра оперы и балета Бориса Мездрича, режиссёра оперы «Тангейзер», в отношении которого возбуждено административное дело: «Не может не вызывать тревогу сам факт возбуждения уголовного дела по поводу художественного произведения, каким бы спорным и неоднозначным оно ни было».

В июле 2015 года в комментарии каналу «Рен-ТВ» по поводу подготовленного Министерством культуры Украины списка из 117 российских артистов, которые могут нести угрозу национальной безопасности Украины, сделал ряд заявлений, сказав про украинцев, ратующих за чёрный список, что они 
«и так не очень просветлённые. Это как бабушка иногда говорила: „Да плюнь ты на них, это ж тэмни та нэграмотни люды“. Беда в том, что люди нормальные будут страдать от того, что нормальная информация к ним никак не попадает… Я жалею их. Они в каком-то смысле убогие».
 В этом же комментарии Табаков заявил, что «во все времена, их лучшие времена их самые яркие представители интеллигенции были где-то на вторых и третьих позициях после русских». Его обвинили в ксенофобии и шовинизме. Позднее Табаков заявил, что телефонный разговор был распространён журналистами без согласования с ним, обвинив их в нарушении журналистской этики, также отметив, что у него не было мысли оскорблять украинцев, и что его речь цитируют, вырвав из контекста отдельные слова и фразы.
В 1992—2008 годах был членом комиссии по государственным наградам при Президенте РФ.
В 2001 году был назначен членом коллегии Министерства культуры Российской Федерации.
Почётный член Российской академии художеств (2008). Академик Российской академии кинематографических искусств «Ника». Академик Национальной академии кинематографических искусств и наук России. Почётный доктор Чешской академии изящных искусств (2007).
В 2004 году удостоен звания «Почётного профессора МГУ» за выдающийся вклад в развитие отечественной и мировой культуры и искусства и за плодотворную педагогическую деятельность

### Взгляды
По вероисповеданию относил себя к православным. В последние годы жизни помогал строить храм в Подмосковье.
Болел за московский футбольный клуб «Спартак».

## Творчество

### Театр

#### Роли в театре

##### Московский театр «Современник»
- 1956 — «Вечно живые» В. С. Розова. Режиссёр О. Ефремов — Миша
- 1957 — «В поисках радости» В. С. Розова. Режиссёры О. Ефремов и В. Сергачёв — Олег Савин
- 1958 — «Никто» Э. де Филиппо. Режиссёр А. Эфрос — Американский турист, Фельдшер, Продавец прохладительных напитков
- 1958 — «Продолжение легенды» А. В. Кузнецова. Режиссёр О. Ефремов — Толя
- 1959 — «Два цвета» А. Г. Зака и И. К. Кузнецова. Режиссёры: О. Ефремов и В. Сергачёв — Борис Родин
- 1959 — «Пять вечеров» А. М. Володина. Постановка О. Ефремова, М. Кедрова и Г. Волчек — Слава
- 1959 — «Взломщики тишины» О. В. Скачкова. Постановка С. Микаэляна — Фриц Вебер
- 1960 — «Голый король» Е. Л. Шварца. Режиссёры О. Ефремов и М. Микаэлян
- 1961 — «Третье желание» В. Блажека. Постановка Е. Евстигнеева — Ковалек
- 1961 — «Четвёртый» К. М. Симонова. Постановка О. Ефремова — Гвиччарди
- 1962 — «По московскому времени» Л. Г. Зорин. Постановка О. Ефремова — Маврин
- 1962 — «Пятая колонна» Э. Хемингуэя. Постановка Г. Лордкипанидзе — Уилкинсон
- 1963 — «Без креста!» по В. Тендрякову. Постановка О. Ефремова и Г. Волчек — Николай
- 1963 — «Назначение» А. М. Володина. Постановка О. Ефремова — Лямин
- 1964 — «В день свадьбы» В. С. Розова. Постановка О. Ефремова и Г. Волчек — Василий Заболотный
- 1964 — «Сирано де Бержерак» Э. Ростана. Постановка О. Ефремова и И. Кваши — Рагно
- 1965 — «Всегда в продаже» В. П. Аксёнова. Постановка О. Ефремова — Буфетчица Клавдия Ивановна, Лектор, Главный интеллигент
- 1966 — «Обыкновенная история» В. С. Розова по роману А. И. Гончарова. Режиссёр Г. Волчек — Александр Адуев
- 1967 — «Баллада о невесёлом кабачке» Э. Олби — Братец Лаймон
- 1967 — «Декабристы» Л. Г. Зорина. Постановка О. Ефремова — Рылеев
- 1967 — «Народовольцы» А. П. Свободина. Постановка О. Ефремова — Крестьянин
- 1967 — «Большевики» М. Ф. Шатрова. Постановка О. Ефремова и Г. Волчек — Крестьянин
- 1968 — «На дне» М. Горького. Постановка Г. Волчек — Татарин
- 1969 — «Вкус черешни» А. Осецкой. Постановка Е. Еланской — Мужчина
- 1970 — «С вечера до полудня» В. С. Розова. Постановка О. Ефремова — Лёва Груздев
- 1971 — «Тоот, другие и майор» И. Эркеня. Постановка В. Алова и В. Наумова — Майор
- 1973 — «Балалайкин и Ко» С. В. Михалкова по роману М. Е. Салтыкова-Щедрина «Современная идиллия». Режиссёр Г. Товстоногов — Балалайкин
- 1973 — «Погода на завтра» М. Ф. Шатрова. Постановка Г. Волчек, И. Райхельгауза и В. Фокина — Архангельский
- 1973 — «Как брат брату» Д. Рэйба. Постановка А. Вайды — Рик
- 1974 — «Провинциальные анекдоты» А. В. Вампилова. Постановка В. Фокина — Анчугин
- 1974 — «Восхождение на Фудзияму» Ч. Т. Айтматова и К. М. Мухамеджанова. Постановка Г. Волчек — Осипбай Татаев
- 1974 — «Четыре капли» В. С. Розов. Постановка В. Фокина — Воронятников
- 1974 — «Из записок Лопатина» К. М. Симонова. Постановка И. Райхельгауза — Режиссёр
- 1975 — «Двенадцатая ночь» У. Шекспира. Режиссёр П. Джеймс — Мальволио
- 1976 — «Не стреляйте в белых лебедей» по Б. Л. Васильеву. Постановка В. Фокина — Егор Полушкин
- 1977 — «А поутру они проснулись» по В. М. Шукшину. Руководитель постановки — Г. Волчек. Постановка И. Райхельгауза — Сантехник
- 1977 — «Обратная связь» А. И. Гельмана. Постановка Г. Волчек — Нурков
- 1979 — «Доктор Стокман» Г. Ибсен. Постановка И. Унгуряну — Петер Стокман
- 1983 — «Восточная трибуна» А. М. Галина. Постановка Л. Хейфеца — Вадим Коняев

##### МХАТиМХТ имени Чехова
- 1983 — «Амадей» П. Шеффера. Постановка М. Розовского — Сальери
- 1984 — «Скамейка» А. И. Гельмана. Постановка О. Ефремова — Он
- 1985 — «На всякого мудреца довольно простоты» А. Н. Островского. Постановка В. Станицын — Нил Федосеевич Мамаев
- 1985 — «Серебряная свадьба» А. Н. Мишарина. Постановка О. Ефремова — Голощапов
- 1985 — «Юристы» Р. Хоххута. Постановка Г. Флеккенштайн — Хайль Маер
- 1987 — «Чайка» А. П. Чехова. Постановка О. Ефремова — Сорин
- 1987 — «Иванов» А. П. Чехова. Постановка О. Ефремова — Лебедев
- 1988 — «Кабала святош» М. А. Булгакова. Постановка А. Шапиро — Бутон
- 1992 — «Горе от ума» А. С. Грибоедова. Постановка О. Ефремова — Фамусов
- 2001 — «Кабала святош» М. А. Булгакова. Постановка А. Шапиро — Мольер
- 2003 — «Копенгаген» М. Фрейна). Режиссёр М. Карбаускис — Нильс Бор
- 2003 — «Последняя жертва» А. Н. Островского. Режиссёр Ю. Ерёмин — Прибытков
- 2004 — «Тартюф» Ж. Б. Мольера. Режиссёр Н. Чусова — Тартюф
- 2015 — «Юбилей ювелира» Н. МакОлиф. Режиссёр К. Богомолов — Морис
- 2017 — «Дракон» Е. Л. Шварца. Режиссёр К. Богомолов — Бургомистр

##### «Табакерка»
- 1990 — «Матросская тишина» А. А. Галича; реж. О. Табаков — Меер Вольф
- 1990 — «Обыкновенная история» В. С. Розова по И. А. Гончарову; реж. О. Табаков — Пётр Адуев
- 1990 — «Я хочу сниматься в кино» Н. Саймона; реж. Г. Лазиер — Херб Таккер
- 1994 — «Ужин» Ж.-К. Брисвиля; реж. А. Смирнов — Талейран
- 1995 — «Последние» М. Горького; реж. А. Шапиро — Иван Коломийцев
- 1996 — «Анекдоты» по произведениям Ф. М. Достоевского, А. В. Вампилова; реж. В. Фокин — Анчугин
- 1997 — «Сублимация любви» А. Бенедетти; реж. А. Марин — Леоне Саваст
- 1998 — «Комната смеха» О. А. Богаева; реж. К. Гинкас — Иван Жуков
- 2000 — «Любовные письма» А. Гурнея; реж. Е. Каменькович — Эндрю Лэд III
- 2000 — «На дне» М. Горького; реж. А. Шапиро — Лука
- 2004 — «Дядя Ваня» А. П. Чехова; реж. М. Карбаускис — Александр Владимирович Серебряков
- 2006 — «Похождение, составленное по поэме Н. В. Гоголя „Мёртвые души“»; реж. М. Карбаускис — Плюшкин
- 2009 — «Безумный день, или Женитьба Фигаро» П. Бомарше; реж. К. Богомолов — граф Альмавива
- 2011 — «Чайка» А. П. Чехова; реж. К. Богомолов — доктор Дорн
- 2012 — «Год, когда я не родился» по пьесе В. С. Розова «Гнездо глухаря»; реж. К. Богомолов — Степан Алексеевич Судаков
- 2014 — «Чайка» А. П. Чехова (новая редакция); реж. К. Богомолов — доктор Дорн

#### Постановки в театре «Табакерка»
- 1979 — «Две стрелы» А. М. Володина
- 1980 — «Прищучил» Б. Киифа
- 1980 — «Страсти по Варваре» О. А. Кучкиной
- 1987 — «Кресло» по повести Ю. М. Полякова «ЧП районного масштаба»
- 1987 — «Жаворонок» Ж. Ануя
- 1987 — «Полоумный Журден» М. А. Булгакова
- 1987 — «Крыша» А. М. Галина
- 1987 — «Билокси-блюз» Н. Саймона
- 1990 — «Обыкновенная история» В. С. Розова по роману И. А. Гончарова
- 1990 — «Матросская тишина» А. А. Галича
- 1992 — «Норд-Ост» А. Д. Богдановича
- 1993 — «Механическое пианино» А. А. Адабашьяна и Н. С. Михалкова] по А. П. Чехову
- 1996 — «Чемпионы» Д. Миллера
- 1997 — «Прощайте… и рукоплещите!» А. Д. Богдановича
- 1997 — «На всякого мудреца довольно простоты» А. Н. Островского
- 2002 — «От четверга до четверга» А. де Бенедетти
- 2002 — «Два ангела, четыре человека» В. А. Шендеровича

#### Постановки за рубежом
- 1976 — «Ревизор» Н. В. Гоголя (Театр Крусибл п/р П. Джеймс, Шеффилд, Великобритания)
- 1978—1980 — «Ревизор» Н. В. Гоголя (Венгрия)
- 1978—1980 — «Обыкновенная история» В. С. Розова по роману И. А. Гончарова (Венгрия)
- 1978—1980 — «Полоумный Журден» М. А. Булгакова (Венгрия)
- 1980 — «Две стрелы» А. М. Володина (Дипломный спектакль Хельсинкской театральной академии)
- 1981 — «Обыкновенная история» В. С. Розова по роману И. А. Гончарова (Шаушпиль-хаус, Гёттинген, Германия)
- 1982 — «Ревизор» Н. В. Гоголя (Кёльн, Германия)
- 1984 — «На всякого мудреца довольно простоты» А. Н. Островского (Кассель, Германия)
- 1985 — «Обыкновенная история» В. С. Розова по роману И. А. Гончарова (Городской муниципальный театр (Lahden kaupungin teatteri), Лахти, Финляндия)
- 1985 — «Полоумный Журден» М. А. Булгакова (Городской муниципальный театр (Lahden kaupungin teatteri), Лахти, Финляндия)
- 1985 — «Лисички» Л. Хеллман (Городской муниципальный театр (Lahden kaupungin teatteri), Лахти, Финляндия)
- 1988 — «Обыкновенная история» В. С. Розова по роману И. А. Гончарова (Helsingin kaupungin teatteri, Хельсинки, Финляндия)
- 1991 — «Билокси-блюз» Н. Саймона (филиал Королевского драматического театра, Дания)
- 1991 — «Обыкновенная история» В. С. Розова по роману И. А. Гончарова (филиал Королевского драматического театра, Дания)
- 1994 — «Билокси-блюз» Н. Саймона (Helsingin kaupungin teatteri, Хельсинки, Финляндия)
- 1997 — «Неоконченная пьеса для механического пианино» А. А. Адабашьяна и Н. С. Михалкова по А. П. Чехову
- 1997 — «Крыша» А. М. Галина (США)
- 1997 — «Крыша» А. М. Галина (Макс Рейнхардт-семинар, Вена, Австрия)
- 1997 — «Прищучил» Б. Киифа (Макс Рейнхардт-семинар, Вена, Австрия)

### Телеспектакли
- 1966 — Театральные встречи БДТ в Москве
- 1969 — Студент — Евлампий Беневольский
- 1970 — Обыкновенная история — Александр Адуев
- 1972 — На дне — Татарин
- 1973 — Балалайкин и К° — Балалайкин
- 1973 — Конёк-горбунок (моноспектакль) — главная роль
- 1975 — Из записок Лопатина — режиссёр
- 1975 — Шагреневая кожа — Рафаэль
- 1976 — Иван Фёдорович Шпонька и его тётушка — Иван Фёдорович Шпонька
- 1977 — Любовь Яровая — Аркадий Петрович Елисатов
- 1978 — Двенадцатая ночь — Мальволио
- 1979 — Василий Тёркин (моноспектакль) — главная роль
- 1981 — Эзоп — Ксанф
- 1983 — Али-Баба и сорок разбойников — Али-Баба
- 1983—1985 — Золотая рыбка — Мистер Долл
- 1988 — Кабала святош — Жан-Жак Бутон
- 1990 — Крыша — режиссёр
- 1991 — Тени — Клаверов
- 1996 — Двадцать минут с ангелом
- 2000 — На дне — Лука
- 2003 — Кабала святош — Жан-Батист Поклен де Мольер
- 2004 — Последние — Прибытков
- 2007 — Дядя Ваня — Александр Владимирович Серебряков
- 2007 — Последняя жертва — Флор Федулыч Прибытков
- 2007 — Похождение, составленное по поэме Н. В. Гоголя «Мёртвые души»
- 2007 — Сублимация любви — Леоне Саваста

### Работы на радио
- 1957 — В. Розов «Вечно живые» (радиокомпозиция) — Миша
- 1957 — А. Герцен «Юность Герцена» (радиопостановка) — Герцен
- 1957 — М. Бубеннов «Орлиная степь» (радиопостановка) — Зарницын
- 1957 — В. Очеретин «Саламандра» (радиопостановка) — Федя
- 1959 — А. Югов «На большой реке» (радиопостановка) — Иван Упоров
- 1959 — В. Амлинский «Станция первой любви» — Автор и Серёжа
- 1960 — Н. Ивантер «Снова август» (радиопостановка) — Башкиров
- 1960 — Э. Войнич «Джек Реймонд» (радиопостановка) — Тео Мирский
- 1960 — В. Геворкян «Лермонтов» (радиопостановка) — Лермонтов
- 1960 — Е. Карпов «Сдвинутые берега» (радиопостановка) — Гуляев
- 1961 — А. Чаковский «Дороги, которые мы выбираем» (радиопостановка) — Орлов
- 1961 — Г. Демыкина «Володя нашёл друга» — Алька
- 1962 — С. Лем «Звёздные дневники Ийона Тихого» (радиопостановка) — молодой Андригон
- 1963 — А. Усольцев «Вкус хлеба» (радиоспектакль) — Саня
- 1963 — Х. Ли «Убить пересмешника» (радиопостановка) — Джим
- 1965 — А. Цесарский «Возвращение» (радиоспектакль) — Алексей
- 1966 — И. Гончаров «Обыкновенная история» (радиокомпозиция) — Александр Адуев
- 1966 — В. Киршон «Хлеб»
- 1966 — В. Тендряков «Без креста» (радиокомпозиция) — Николай
- 1966 — Г. Семенихин «Космонавты живут на земле» (радиоспектакль) — Горелов
- 1967 — И. Прут «Золотой песок» (радиоспектакль) — Леонид Шарик
- 1967 — С. Гераскина «Сима Мурашина» (радиопостановка) — Ермаков
- 1967 — Ф. Достоевский «Бабуленька» (по роману «Игрок») (радиопостановка) — Алексей Иванович
- 1967 — И. Назаров «Сергей Лазо» (радиопостановка) — Сергей Лазо
- 1967 — Л. Никулин «Операция „Трест“» (по роману «Мёртвая зыбь») (радиопостановка) — Зубов
- 1967 — А. Пинчук «Много-мало» (радиопостановка) — Димка
- 1968 — В. Фогельсон «Музыка нашей юности» (радиокомпозиция) — Мате Залка
- 1968 — А. Мишарин «Окраина моя» — Мотовилов
- 1969 — К. Радович «Сочинение на польскую тему» (радиоспектакль) — Михаил
- 1969 — М. Горький «На дне» (сцена из спектакля) — Татарин (крючник)
- 1969 — И. Прут «Сердце дьявола» (радиоспектакль) — Леонид Шарик
- 1969 — Р. Стивенсон «Алмаз раджи» (радиоспектакль) — Гарри Хартли
- 1970 — В. Штанько «Любимое вишнёвое варенье» (радиопостановка) — Заречный
- 1970 — У. Бейли «Порт назначения — Россия» (радиоспектакль) — Мартин
- 1970 — Л. Толстой «Братья Козельцовы» (радиоспектакль) — Володя Козельцов
- 1971 — М. Твен «Длинные ночи на большой реке» — Гек
- 1971 — И. Шведова «Лиза Чайкина» (радиоспектакль) — Фёдор
- 1972 — В. Сергеев «Последний день отпуска» (радиопостановка) — Аркадий
- 1973 — Д. Фурманов «В восемнадцатом году»
- 1973 — В. Каверин «Москва, 1919-й»
- 1974 — Г. Немченко «Мамины передачи»
- 1975 — Ю. Яковлев «Поездка в Крым»
- 1975 — В. Астафьев «Царь-рыба» (главы из романа)
- 1975 — И. Гончаров «Обрыв» (главы из романа)
- 1975 — П. Загребельный «С точки зрения вечности»
- 1976 — К. Паустовский «Утренник»
- 1976 — Е. Воробьёв «Охота к перемене мест»
- 1976 — В. Катаев «Волшебный рог Оберона»
- 1976 — Ф. Кнорре «Покупатели»
- 1976 — Ю. Крелин «Будни доктора Мишкина» (по повести «Хирург») (радиопостановка)
- 1976 — Ю. Нагибин «Рассказы о Гагарине»
- 1976 — Л. Толстой «Война и мир» (главы из романа), том 1
- 1977 — У. Шекспир «Двенадцатая ночь» (радиоспектакль) — Мальволио
- 1978 — Л. Толстой «Война и мир» (главы из романа), тома II—IV
- 1978 — В. Белов «Привычное дело» (главы из повести) А. Пушкин «Руслан и Людмила» (отрывки)
- 1978 — А. Пушкин «Руслан и Людмила» (отрывки)
- 1979 — А. Сульянов «Замполит» (инсценированные страницы повести «Право на небо») — Сухопаров
- 1979 — Х. К. Андерсен «Скороходы»
- 1979 — И. Герасимов «Предел возможного»
- 1979 — Э. Базен «И огонь пожирает огонь»
- 1979 — Г. Бакланов «Навеки девятнадцатилетние»
- 1980 — А. Чехов «Неприятная история» (рассказ)
- 1980 — Л. Андреев «Петька на даче»
- 1980 — М. Горький «Детство»
- 1980 — Д. Дефо «Робинзон Крузо»
- 1980 — А. Чехов «Хамелеон»
- 1980 — В. Егоров «Флаг»
- 1980 — Русские народные сказки «Несмеяна-царевна», «Мужик и барин»
- 1981 — Г. Ибсен «Доктор Стокман» (сцена из спектакля) — Петер
- 1981 — В. Кольхаазе «Изобретение языка»
- 1981 — В. Мирнев «Знакомое лицо»
- 1981 — В. Мирнев «Земная крыша»
- 1981 — К. Паустовский «Степная роза»
- 1982 — Г. Скребницкий «Рассказы»
- 1982 — Н. Дмитриева «Сопричастный всему живому»
- 1982 — В. Астафьев «Последний поклон» (главы повести)
- 1982 — В. Белоусов «Чесуча»
- 1982 — Х. Бергулава «Стихи»
- 1982 — Л. Толстой «Детство» (главы из романа)
- 1982 — Л. Толстой «Отрочество» (передачи 1—3)
- 1983 — А. Чехов «Первый дебют» (рассказ)
- 1983 — Р. Буджедра «Идеальное место для убийства»
- 1983 — С. Высоцкий «Анонимный заказчик» (радиопостановка) — Корнилов
- 1983 — Д. Давыдов «Стихотворения»
- 1983 — А. Кокорин «Тошка»
- 1983 — А. Твардовский «Стихи»
- 1984 — Ю. Семёнов «Приказано выжить» (радиоспектакль) — Шелленберг
- 1984 — Б. Апиц «Голый среди волков»
- 1984 — А. Волков «Волшебник изумрудного города» (радиоспектакль) — Рассказчи, Гудвин, Бастинда
- 1984 — В. Добкин «Мой главный старшина»
- 1984 — Б. Екимов «Озеро Дербень»
- 1984 — П. Ершов «Конёк-Горбунок»
- 1984 — Л. Жуховицкий «Я сын твой, Москва» (радиоспектакль) — Виктор
- 1984 — В. Канивец «Мальчик жар-птица»
- 1984 — А. Твардовский «Стихи»
- 1985 — Е. Носов «Дёжка»
- 1985 — В. Астафьев «Печальный детектив» (главы романа)
- 1985 — И. Друце «Последний месяц осени» (страницы повести)
- 1985 — Б. Екимов «Встреча отменяется»
- 1985 — Б. Екимов «У самого синего моря»
- 1985 — В. Катаев «Маленькая железная дверь в стене»
- 1985 — А. Кольцов «Стихотворения»
- 1985 — Н. Сизов «Конфликт в Приозёрске» (радиопостановка)
- 1985 — А. Твардовский «Стихи»
- 1986 — Д. Лондон «На берегах Сакраменто» (радиопостановка) — Джерри
- 1986 — В. Бежановский «Профессионал» (радиопостановка) — Пан Кадлубек
- 1986 — Ф. Искандер «Тринадцатый подвиг Геракла»
- 1986 — В. Каверин «Открытая книга» (радиоспектакль) — Крамов
- 1986 — С. Михалков «Сон с продолжением» (радиоспектакль)
- 1987 — Г. Шахназаров, Г. Капланян «Работа за дьявола» (радиоспектакль) — Роберт Оппенгеймер
- 1987 — В. Астафьев «Звездопад» (радиоспектакль) — от автора, Миша
- 1987 — Н. В. Гоголь «Ревизор» (радиоспектакль) — Хлестаков
- 1987 — С. Лем «Звёздные дневники Ийона Тихого» (радиопостановка) — Тубанец
- 1987 — Л. Перский «Мастера советской прозы» (отрывок «Освещённые окна» из прозы В. Каверина)
- 1987 — М. Салтыков-Щедрин «Карась-идеалист»
- 1988 — А. Твардовский «По праву памяти» (главы из поэмы)
- 1988 — М. Булгаков «Похождения Чичикова»
- 1988 — И. Уткин «Милое детство»
- 1988 — Г. Гарсиа Маркес «Осень патриарха» (главы из романа)
- 1989 — А. Сульянов «Дорога на запад через восток» (радиоспектакль) — профессор Куртье
- 1989 — В. Гауф «Колдовская трава» (радиоспектакль) — рассказчик
- 1989 — Г. Грин «Комедианты» (радиоспектакль) — «Майор» Джонс[55]
- 1990 — В. Шукшин «До третьих петухов»
- 1990 — С. Голицын «Записки уцелевшего»
- 1991 — Ф. Искандер «Кролики и удавы» (страницы повести)
- 1991 — А. Грибоедов «Горе от ума» (спектакль) — Фамусов
- 1993 — Русская народная сказка «Соль»
- 1994 — Радиопередача «„Диалоги со звёздами“: О. Табаков о себе, своём детстве, работе в театре»
- 1995 — М. Салтыков-Щедрин «Господа Головлёвы»
- 1995 — Ш. Перро «Сказки, альбом бим-бом»
- 1996 — М. Салтыков-Щедрин «История одного города»
- 1997 — Ш. Перро «Сказки, альбом бим-бом»
- 1999 — Ф. Искандер «Мимоза на севере»
- 2000 — А. Солженицын «Один день Ивана Денисовича»
- 2008 — Л. Толстой «Анна Каренина» — Каренин, слова автора

### Фильмография

#### Актёрские работы
| Год  |     | Название                                     | Роль                                       |
| ---- | --- | -------------------------------------------- | ------------------------------------------ |
| 1956 | ф   | Тугой узел (Саша вступает в жизнь)           | Саша Комелев                               |
| 1957 | кор | Весенний дождь                               | Костя                                      |
| 1958 | ф   | Дело «пёстрых»                               | Игорь Пересветов                           |
| 1958 | кор | Я не могла сказать                           | Олег                                       |
| 1959 | ф   | Люди на мосту                                | Виктор Булыгин                             |
| 1959 | ф   | Накануне                                     | Шубин                                      |
| 1960 | ф   | Испытательный срок                           | Саша Егоров                                |
| 1960 | ф   | Шумный день                                  | Олег Савин                                 |
| 1961 | ф   | Чистое небо                                  | Серёжка                                    |
| 1962 | ф   | Молодо-зелено                                | Николай Бабушкин                           |
| 1964 | ф   | Живые и мёртвые                              | Крутиков                                   |
| 1965 | ф   | Дорога к морю                                | Лев Чемезов                                |
| 1965 | ф   | Война и мир                                  | Николай Ростов                             |
| 1966 | ф   | Выстрел                                      | Белкин                                     |
| 1966 | ф   | Строится мост                                | Сергей Зайцев                              |
| 1969 | ф   | Гори, гори, моя звезда                       | Владимир Искремас, театральный режиссёр    |
| 1969 | ф   | Король-олень                                 | Чиголотти, слуга Дурандарте                |
| 1969 | ф   | Штрихи к портрету В. И. Ленина               | Николай Бухарин                            |
| 1970 | ф   | Тайна железной двери                         | Евгений Рыжков, папа Толика                |
| 1970 | ф   | Сердце России                                | Усиевич                                    |
| 1970 | кор | Пёс, сметана и труба                         | Калиткин                                   |
| 1970 | ф   | Случай с Полыниным                           | Виктор Балакирев                           |
| 1971 | ф   | Достояние республики                         | Макар Овчинников                           |
| 1973 | с   | Семнадцать мгновений весны                   | Вальтер Шелленберг                         |
| 1973 | ф   | Дача                                         | Юрий                                       |
| 1974 | ф   | Лев Гурыч Синичкин                           | драматург Борзиков                         |
| 1975 | ф   | Меняю собаку на паровоз                      | режиссёр                                   |
| 1975 | ф   | Каштанка                                     | месье Жорж, клоун                          |
| 1975 | тф  | Волны Чёрного моря                           | доктор Бачей, отец Пети и Павлика          |
| 1976 | ф   | Марк Твен против…                            | Марк Твен                                  |
| 1976 | ф   | Сказ про то, как царь Пётр арапа женил       | Павел Ягужинский                           |
| 1976 | мтф | Двенадцать стульев                           | Александр Яковлевич (Альхен), завхоз       |
| 1976 | ф   | Розыгрыш                                     | отец Комаровского                          |
| 1977 | ф   | Неоконченная пьеса для механического пианино | Павел Петрович Щербук, кредитор генеральши |
| 1977 | ф   | Транссибирский экспресс                      | Федотов                                    |
| 1977 | ф   | Бирюк                                        | Берсенёв                                   |
| 1978 | ф   | Накануне премьеры                            | Патов                                      |
| 1978 | кор | Хористка                                     | Колпаков                                   |
| 1978 | ф   | Красавец-мужчина                             | Окоёмов                                    |
| 1979 | тф  | Д’Артаньян и три мушкетёра                   | Людовик XIII                               |
| 1979 | ф   | Москва слезам не верит                       | Володя, женатый любовник Катерины          |
| 1979 | ф   | Несколько дней из жизни И. И. Обломова       | Илья Ильич Обломов                         |
| 1979 | тф  | Ах, водевиль, водевиль…                      | Акакий Ушица                               |
| 1979 | тф  | Открытая книга                               | Крамов                                     |
| 1980 | ф   | Незваный друг                                | Греков                                     |
| 1981 | ф   | Всё наоборот                                 | Ермаков-папа                               |
| 1981 | ф   | Вакансия                                     | Юсов                                       |
| 1982 | ф   | Полёты во сне и наяву                        | Николай Павлович, начальник Макарова       |
| 1982 | кор | Прозрачное солнце осени                      | Толя                                       |
| 1982 | ф   | Печники                                      | Военком                                    |

| Год  |     | Название                                 | Роль                                            |
| ---- | --- | ---------------------------------------- | ----------------------------------------------- |
| 1983 | тф  | Мэри Поппинс, до свидания                | мисс Юфимия Эндрю (2 серия)                     |
| 1983 | ф   | Оглянись!                                | Юрий Николаевич                                 |
| 1983 | ф   | Кое-что из губернской жизни              | пожилой господин                                |
| 1983 | тф  | Петля                                    | Меншутин                                        |
| 1983 | тф  | Поцелуй                                  | генерал                                         |
| 1984 | тф  | Чужая жена и муж под кроватью            | Иван Андреевич                                  |
| 1984 | ф   | Время и семья Конвей                     | Робин-взрослый                                  |
| 1984 | ф   | Если можешь, прости                      | Степан Кузьмич                                  |
| 1984 | ф   | Аплодисменты, аплодисменты…              | Шевцов                                          |
| 1985 | ф   | После дождичка в четверг                 | Кощей Бессмертный                               |
| 1985 | ф   | Корабль пришельцев                       | Главный конструктор                             |
| 1985 | ф   | Кукушка в тёмном лесу                    | Отто фон Кукунка, комендант концлагеря Штуттхоф |
| 1985 | ф   | Город невест                             | Реутов                                          |
| 1986 | ф   | Путешествие мсье Перришона               | каретник Перришон                               |
| 1987 | ф   | Очи чёрные                               | Пётр Васильевич, министр                        |
| 1987 | ф   | Человек с бульвара Капуцинов             | Гарри Маккью, владелец салуна и бармен          |
| 1988 | ф   | Фитиль № 310                             | пьяный директор                                 |
| 1988 | ф   | Раз, два — горе не беда!                 | царь Иван                                       |
| 1989 | тф  | Любовь с привилегиями                    | Николай Петрович, генерал КГБ                   |
| 1989 | тф  | Оно                                      | Дементий Варламович Брудастый-Органчик          |
| 1989 | ф   | Сердце не камень                         | Халымов                                         |
| 1990 | ф   | Царская охота                            | Голицын                                         |
| 1990 | ф   | Шапка                                    | Шупов                                           |
| 1991 | ф   | Ближний круг                             | генерал Власик                                  |
| 1992 | тф  | Сталин                                   | академик Виноградов                             |
| 1993 | ф   | Хочу в Америку                           | Иван Иваныч                                     |
| 1995 | ф   | Московские каникулы                      | Кастеллани                                      |
| 1995 | ф   | Ширли-мырли                              | Суходрищев, алкоголик-дебошир                   |
| 1997 | ф   | Три истории (новелла «Девочка и смерть») | старик                                          |
| 1997 | ф   | Сирота казанская                         | Павел, кок                                      |
| 1999 | ф   | Что сказал покойник                      | следователь Йенсен                              |
| 1999 | ф   | Кадриль                                  | Саня Арефьев                                    |
| 1999 | ф   | Президент и его внучка                   | президент России                                |
| 2001 | ф   | Мнения сторон                            | полковник Дымшиц                                |
| 2002 | ф   | Леди на день                             | мэр Нью-Йорка                                   |
| 2004 | с   | Богатство                                | Губницкий                                       |
| 2005 | с   | Есенин                                   | генерал КГБ Симагин                             |
| 2005 | ф   | Статский советник                        | Владимир Андреевич Долгоруцкий                  |
| 2005 | ф   | Дополнительное время                     | Тарасов                                         |
| 2006 | ф   | Родственники                             | бургомистр                                      |
| 2006 | ф   | Андерсен. Жизнь без любви                | Симон Мейслинг, ректор гимназии                 |
| 2006 | ф   | Горбунок (не был завершён)               | Имя персонажа не указано                        |
| 2007 | с   | Диверсант 2: Конец войны                 | Артёменко                                       |
| 2007 | с   | Иго любви                                | Муратов                                         |
| 2009 | ф   | Мелодия для шарманки                     | Котик                                           |
| 2010 | ф   | Очень русский боевик (не был завершён)   | Имя персонажа не указано                        |
| 2012 | ф   | Поклонница                               | Николай Лейкин                                  |
| 2012 | ф   | Тот ещё Карлосон!                        | старейшина, дед Карлосона                       |
| 2012 | док | Глаз Божий                               | Иван Цветаев                                    |
| 2012 | ф   | Вечное возвращение                       | Он                                              |
| 2014 | ф   | Кухня в Париже                           | Пётр Аркадьевич Баринов                         |
| 2017 | ф   | Кухня. Последняя битва                   | Пётр Аркадьевич Баринов                         |

#### Режиссёрские работы
| Год  |    | Название                             | Роль                                     |
| ---- | -- | ------------------------------------ | ---------------------------------------- |
| 1978 | тф | Двенадцатая ночь                     | совместно с В. А. Храмовым и П. Джеймсом |
| 1987 | тф | Кресло                               | совместно с В. А. Храмовым               |
| 1990 | тф | Крыша                                | совместно с С. И. Газаровым              |
| 1997 | тф | Матросская тишина                    | совместно с А. С. Евлахишвили            |
| 2007 | тф | На всякого мудреца довольно простоты | Имя персонажа не указано                 |

#### Озвучивание мультфильмов

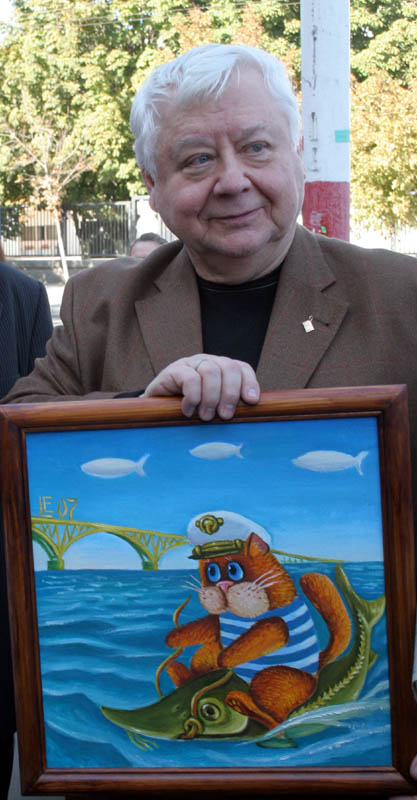
Олег Табаков. Саратов, 2007 год

Фрагмент памятника Олегу Табакову (Кот Матроскин)
в Саратове

Памятник Матроскину и Шарику
в Хабаровске

| Год  |    | Название                         | Роль                                              |
| ---- | -- | -------------------------------- | ------------------------------------------------- |
| 1965 | мф | Гунан-Батор                      | Гунан                                             |
| 1966 | мф | Главный Звёздный                 | пастух                                            |
| 1971 | мф | Золочёные лбы                    | читает текст                                      |
| 1975 | мф | Дело в шляпе                     | читает текст                                      |
| 1977 | мф | Бобик в гостях у Барбоса         | Барбос / дедушка                                  |
| 1977 | мф | Лоскутик и Облако                | Облако                                            |
| 1978 | мф | Трое из Простоквашино            | кот Матроскин                                     |
| 1980 | мф | Каникулы в Простоквашино         | кот Матроскин                                     |
| 1981 | мф | Ёжик плюс черепаха               | Ёжик                                              |
| 1984 | мф | Зима в Простоквашино             | кот Матроскин                                     |
| 1984 | мф | Волк и телёнок                   | Волк                                              |
| 1984 | мф | Подземный переход                | Ондатр                                            |
| 1984 | мф | Ваня и крокодил                  | читает текст                                      |
| 1984 | мф | Ученик волшебника                | кот Васька                                        |
| 1985 | мф | Остров капитанов                 | кот Васька                                        |
| 1986 | мф | Академик Иванов                  | академик Иванов / врач / соседи / текст от автора |
| 1987 | мф | Эх, Топтыгин, Топтыгин           | Медведь / Лис / Заяц                              |
| 1987 | мф | Исчезатель                       | хозяйка кошки                                     |
| 1988 | мф | Свирепый Бамбр                   | Отшельник                                         |
| 1990 | мф | По следам Бамбра                 | Отшельник                                         |
| 1991 | мф | Ловушка для Бамбра               | Отшельник                                         |
| 1991 | мф | История одного города. Органчик  | читает текст                                      |
| 2002 | мф | Желтухин                         | читает текст                                      |
| 2003 | мф | О рыбаке и рыбке                 | все персонажи                                     |
| 2003 | мф | Девочка Люся и дедушка Крылов    | Иван Крылов                                       |
| 2007 | мф | Илья Муромец и Соловей-разбойник | Василевс                                          |
| 2008 | мф | Он и Она                         | Афанасий Иванович                                 |
| 2013 | мф | Возвращение Буратино             | господин Баскара                                  |

#### Озвучивание фильмов
| Год  |     | Название                           | Роль                                      |
| ---- | --- | ---------------------------------- | ----------------------------------------- |
| 1968 | тф  | Волшебник Изумрудного города       | Имя персонажа не указано                  |
| 1969 | ф   | Король манежа                      | текст от автора                           |
| 1971 | ф   | Ехали в трамвае Ильф и Петров      | голос за кадром                           |
| 1974 | тф  | Домби и сын                        | текст от автора                           |
| 1978 | док | Василий Шукшин. По страницам прозы | рассказчик                                |
| 1984 | тф  | Пеппи Длинныйчулок                 | Полицейский (роль Б. Цуладзе)             |
| 2004 | ф   | Гарфилд                            | Гарфилд                                   |
| 2005 | тф  | Псих                               | текст за кадром                           |
| 2006 | ф   | Гарфилд 2                          | Гарфилд                                   |
| 2009 | док | Птица-Гоголь                       | читает отрывки из писем, дневников Гоголя |

#### Участие в фильмах
| Год  |     | Название                                                   | Роль                                                                                        |
| ---- | --- | ---------------------------------------------------------- | ------------------------------------------------------------------------------------------- |
| 1965 | док | Ровесники                                                  | Имя персонажа не указано                                                                    |
| 1971 | док | Любимая роль                                               | сцена из спектакля «Тоот, другие и майор»                                                   |
| 1980 | док | Рождение театра                                            | Имя персонажа не указано                                                                    |
| 1984 | док | Булат Окуджава поёт свои песни                             | зритель на концерте                                                                         |
| 1984 | док | Мои современники                                           | Имя персонажа не указано                                                                    |
| 1988 | док | Геннадий Гладков                                           | Имя персонажа не указано                                                                    |
| 1988 | док | Дом                                                        | Имя персонажа не указано                                                                    |
| 1988 | док | Старый новый МХАТ                                          | Имя персонажа не указано                                                                    |
| 1996 | док | Юрий Богатырёв                                             | из цикла телепрограмм канала ОРТ «Чтобы помнили»                                            |
| 1998 | док | Новейшая история. Семнадцать мгновений весны 25 лет спустя | Имя персонажа не указано                                                                    |
| 1999 | док | Елена Майорова                                             | из цикла телепрограмм канала ОРТ «Чтобы помнили»                                            |
| 2000 | док | Игорь Нефёдов                                              | из цикла телепрограмм канала ОРТ «Чтобы помнили»                                            |
| 2003 | док | Мария Миронова                                             | из цикла телепрограмм канала ОРТ «Чтобы помнили»                                            |
| 2004 | док | Маршал Лёлик Табаков                                       | Имя персонажа не указано                                                                    |
| 2006 | док | Грибоедов. Горе уму                                        | из цикла документальных фильмов «Растущий смысл, или Приключения классики на русской сцене» |
| 2006 | док | Роли озвучивают                                            | из цикла документальных фильмов «Фабрика чудес»                                             |
| 2007 | док | Вечный Олег                                                | Имя персонажа не указано                                                                    |
| 2007 | док | Мужское обаяние Олега Ефремова                             | Имя персонажа не указано                                                                    |
| 2007 | док | Юрий Богатырёв                                             | из цикла документальных фильмов «Острова»                                                   |
| 2007 | док | Полёты в кино и наяву                                      | из цикла документальных фильмов «Фильм о фильме»                                            |
| 2007 | док | Моя правда                                                 | Имя персонажа не указано                                                                    |
| 2008 | док | Александр Вампилов. Я знаю, я старым не буду…              | Имя персонажа не указано                                                                    |
| 2008 | док | В гости к Вячеславу Тихонову                               | Имя персонажа не указано                                                                    |
| 2008 | док | Леонид Броневой. Под колпаком у Мюллера                    | Имя персонажа не указано                                                                    |
| 2008 | док | Моя обманчивая мрачность. Марк Захаров                     | Имя персонажа не указано                                                                    |
| 2009 | док | Василий Аксёнов. Жаль, что вас не было с нами              | Имя персонажа не указано                                                                    |

| Год  |     | Название                                      | Роль                                                             |
| ---- | --- | --------------------------------------------- | ---------------------------------------------------------------- |
| 2009 | док | Ирония судьбы Сергея Безрукова                | Имя персонажа не указано                                         |
| 2009 | док | Моя «железная леди». Татьяна Лиознова         | Имя персонажа не указано                                         |
| 2009 | док | Юрий Андропов. Пятнадцать месяцев надежды     | из цикла документальных фильмов «Тайны Века»                     |
| 2010 | док | Гафт, который гуляет сам по себе              | Имя персонажа не указано                                         |
| 2010 | док | Евгений Киндинов: Продолжение романса         | Имя персонажа не указано                                         |
| 2010 | док | Екатерина III                                 | Имя персонажа не указано                                         |
| 2010 | док | Никита Михалков. Сами с усами                 | Имя персонажа не указано                                         |
| 2010 | док | Равняется одному Гафту                        | Имя персонажа не указано                                         |
| 2010 | док | Москва слезам не верит                        | из цикла документальных фильмов «Тайны советского кино»          |
| 2010 | док | Татьяна Лаврова. Недолюбила, недожила…        | из цикла документальных программ «Кумиры» с Валентиной Пимановой |
| 2011 | док | Главная роль для любимой актрисы              | Имя персонажа не указано                                         |
| 2011 | док | Да, я царица! Мария Миронова                  | Имя персонажа не указано                                         |
| 2011 | док | Ия Саввина. Гремучая смесь с колокольчиком    | Имя персонажа не указано                                         |
| 2011 | док | Три жизни Евгения Евстигнеева                 | Имя персонажа не указано                                         |
| 2012 | док | Вспоминая Александра Вампилова                | Имя персонажа не указано                                         |
| 2012 | док | Натали                                        | Имя персонажа не указано                                         |
| 2013 | док | Василий Васильевич Меркурьев                  | Имя персонажа не указано                                         |
| 2013 | док | Поздняя любовь Станислава Любшина             | Имя персонажа не указано                                         |
| 2013 | док | «Семнадцать мгновений весны». Последний дубль | Имя персонажа не указано                                         |

## Награды и звания
Почётные звания:

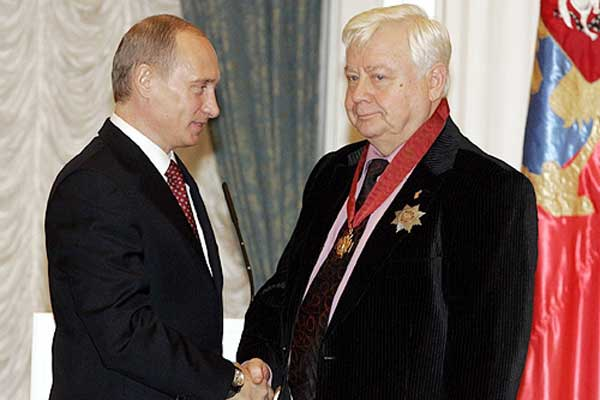
На церемонии награждения
Орденом «За заслуги перед Отечеством» II степени, 28 октября 2005 года

- Заслуженный артист РСФСР (25 декабря 1969) — за заслуги в области советского театрального и киноискусства[56]
- Народный артист РСФСР (7 января 1977) — за заслуги в области советского киноискусства[57]
- Народный артист СССР (12 января 1988) — за большие заслуги в развитии советского театрального искусства[58]

Премии:
- Премия Московского комсомола (1967)
- Государственная премия СССР в области литературы, искусства и архитектуры (в области театрального искусства) (1 ноября 1967) — за спектакль «Обыкновенная история» в московском театре «Современник»[59]
- Государственная премия Российской Федерации в области литературы и искусства (в области просветительской деятельности) (6 июня 1998) — за пропаганду и развитие творческих идей К. С. Станиславского и Вл. И. Немировича — Данченко[60]
- Премия президента Российской Федерации в области литературы и искусства (13 февраля 2003)[61]
- Премия Мэрии Москвы в области литературы и искусства (за выдающиеся достижения в области театрального искусства) (11 июля 1997) — за исполнение роли Коломийцева в спектакле «Последние» М. Горького в Московском театре-студии[62]

Полный кавалер ордена «За заслуги перед Отечеством»:

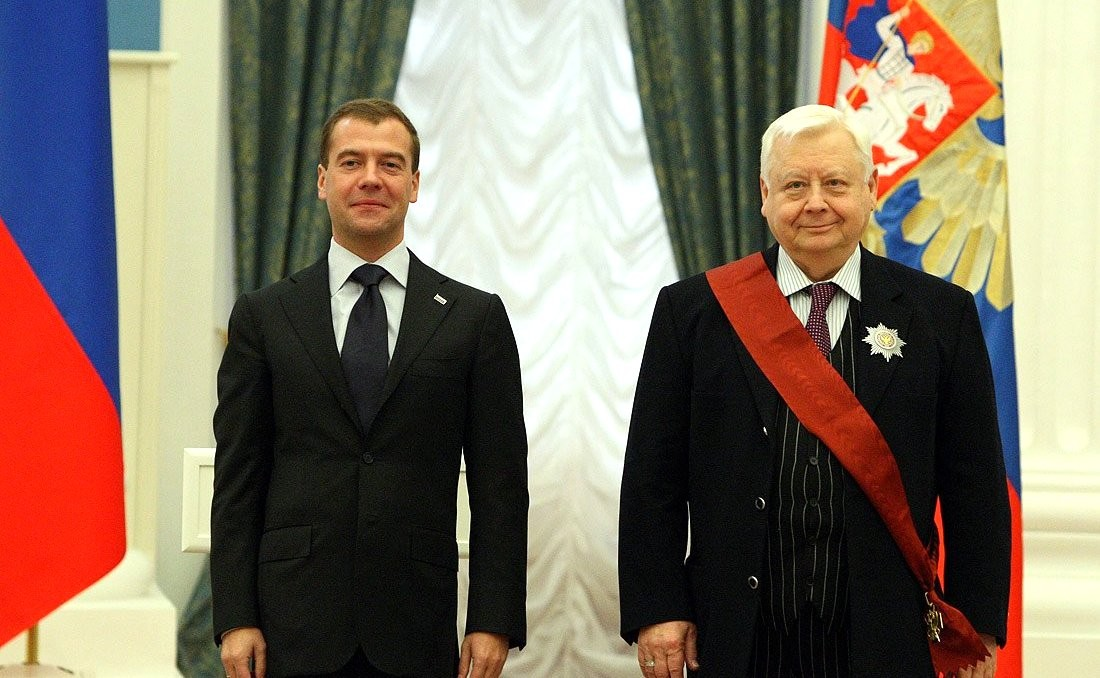
На церемонии награждения
Орденом «За заслуги перед Отечеством» I степени, 9 сентября 2010 года

- орден «За заслуги перед Отечеством» I степени (17 августа 2010) — за выдающийся вклад в развитие отечественного театрального искусства и многолетнюю творческую деятельность[63]
- орден «За заслуги перед Отечеством» II степени (17 августа 2005) — за выдающийся вклад в развитие театрального искусства и многолетнюю творческую деятельность[64]
- орден «За заслуги перед Отечеством» III степени (23 октября 1998) — за многолетнюю плодотворную деятельность в области театрального искусства и в связи со 100-летием Московского Художественного академического театра[65]
- орден «За заслуги перед Отечеством» IV степени (29 июня 2015) — за выдающийся вклад в развитие отечественной культуры, кинематографического и театрального искусства, многолетнюю творческую деятельность[66]

Другие награды:
- орден Дружбы народов (10 ноября 1993) — за большой личный вклад в развитие театрального искусства и подготовку высококвалифицированных кадров для театра и кино[67]
- орден Трудового Красного Знамени (28 июня 1982) — за заслуги в производстве советских телевизионных фильмов и активное участие в создании фильма «Семнадцать мгновений весны»[68]
- орден «Знак Почёта» (27 октября 1967) — за заслуги в развитии советского искусства, активное участие в коммунистическом воспитании трудящихся и многолетнюю плодотворную работу в учреждениях культуры[69]
- Памятная медаль «150-летие А. П. Чехова» (2010) — за большой вклад в изучение и популяризацию творческого наследия А. П. Чехова

 Поощрения президента и Правительства Российской Федерации: 

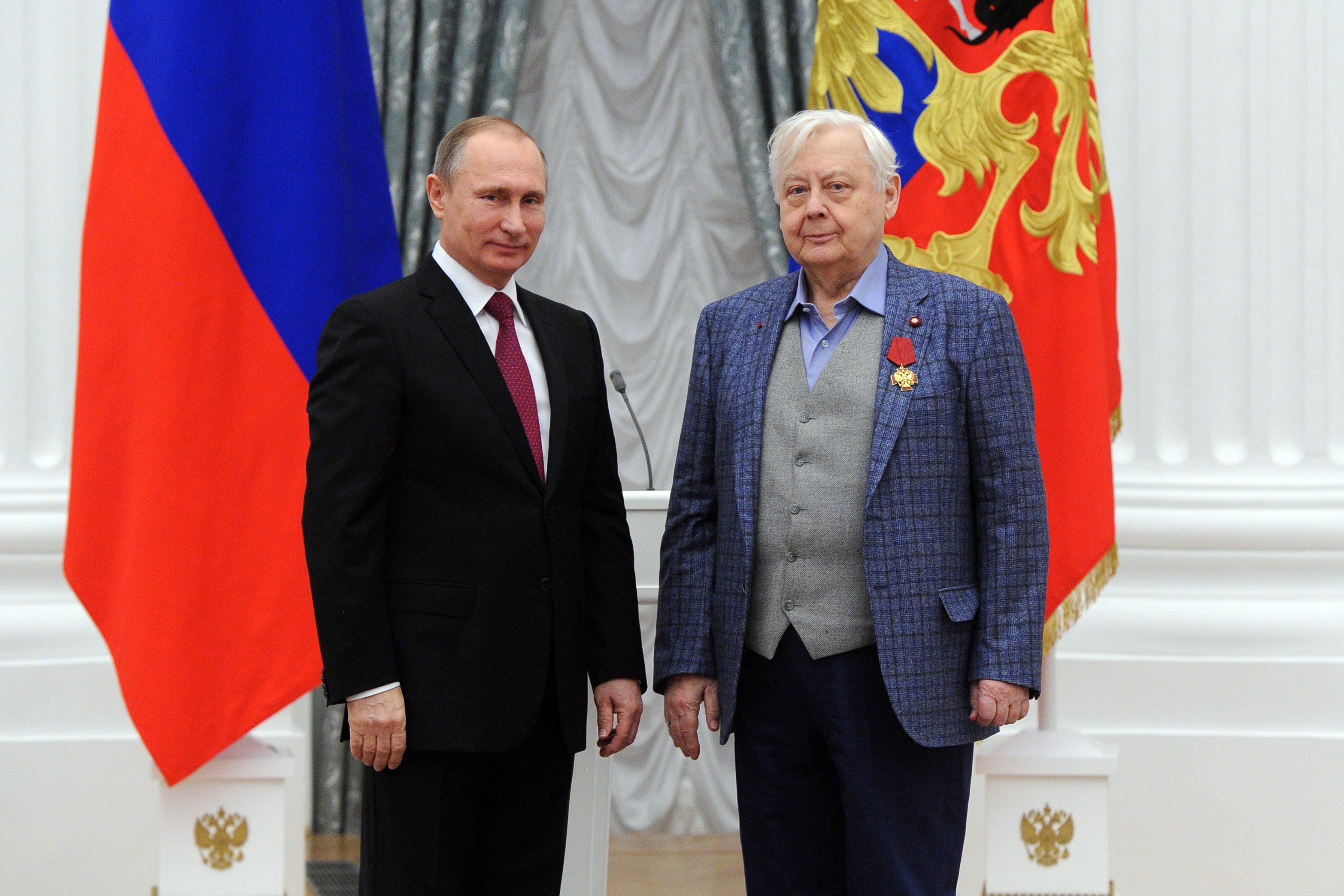
На церемонии награждения
Орденом «За заслуги перед Отечеством» IV степени, 10 декабря 2015 года

- Благодарность президента Российской Федерации (20 мая 2002) — за активное участие в работе Комиссии по государственным наградам при Президенте Российской Федерации[70]
- Почётная грамота Правительства Российской Федерации (21 августа 2010) — за большой вклад в развитие отечественного театрального искусства и многолетнюю плодотворную творческую деятельность[71]

Региональные награды: 
- Почётный гражданин Саратова (11 сентября 2003) — за значительный вклад в развитие культурной и общественной жизни города[72]
- Почётная грамота Московской городской Думы (26 декабря 2007) — за заслуги перед городским сообществом[73]
- Медаль «За доблестный труд» (Татарстан) (2010) — за большой вклад в театральное искусство и культурное сотрудничество[74]
- Почётный гражданин Республики Мордовия (9 сентября 2010) — за выдающийся вклад в развитие театрального искусства[75]
- орден «Ключ дружбы» (Кемеровская область, 2010)[76]
- Почётный гражданин Саратовской области (24 ноября 2010) — за выдающиеся заслуги в сфере театрального искусства, большой вклад в развитие культуры Саратовской области, активную общественную деятельность[77]
- Медаль «За веру и добро» (Кемеровская область, 2011)[78]

Иностранные награды:
- орден Креста земли Марии III степени (Эстония, 2005)[79]
- Офицерский крест ордена Почётного легиона (Франция, 2013)[80]

Общественное признание:

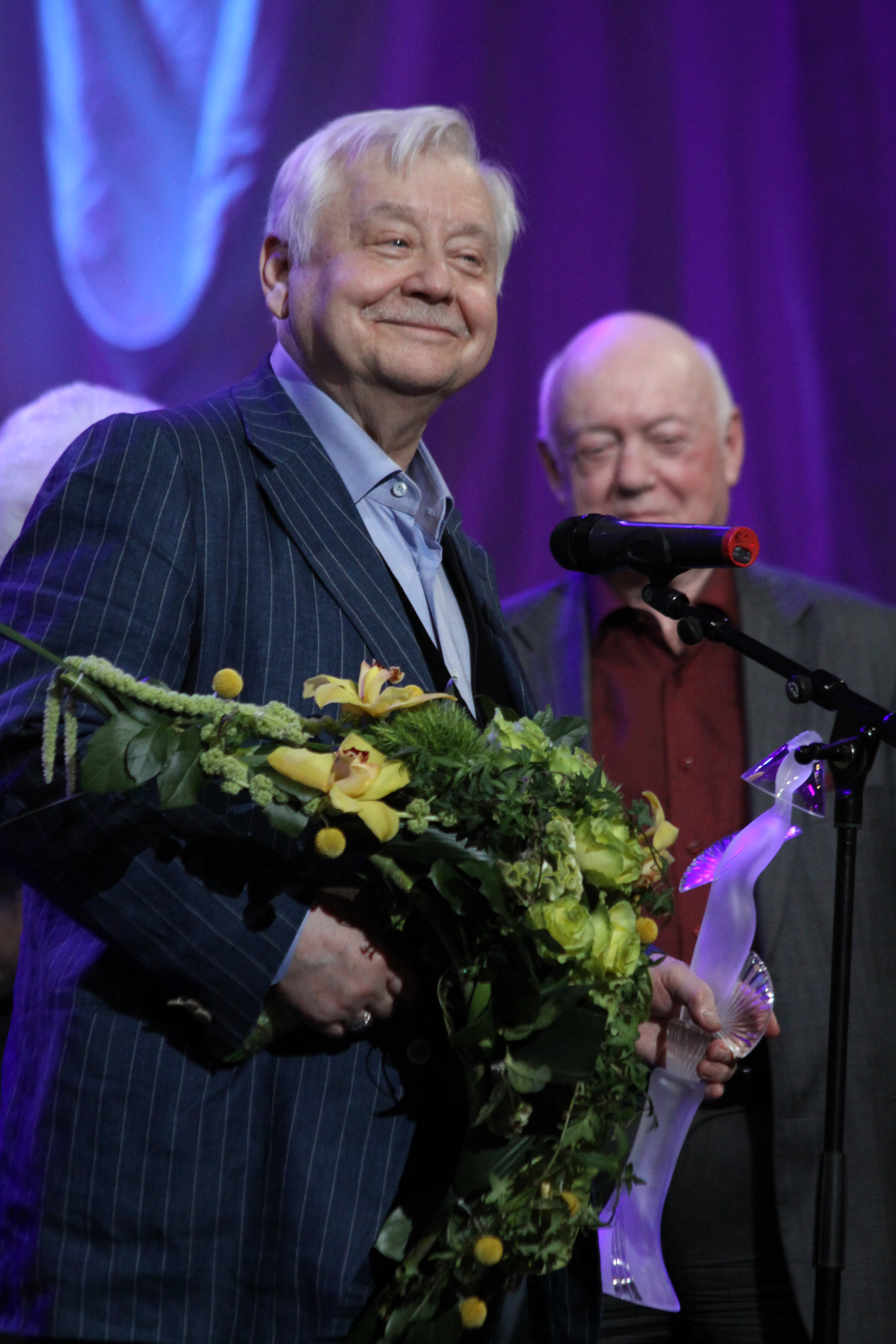
Олег Табаков на вручении премии «Хрустальная Турандот», 2011 год

- Первая премия — часы «Победа» — за роль Пети Трофимова в студенческом спектакле «Вишнёвый сад» А. П. Чехова на фестивале «Московская театральная весна»[81]
- Кинопремия «Золотой овен» (1995, «Человек кинематографического года»)[82]
- Театральная премия «Золотая маска» (Специальный приз жюри, за исполнение роли Ивана Коломийцева в спектакле «Последние» (1996), специальная премия «за выдающийся вклад в развитие театрального искусства» (2017)[83])
- Театральная премия «Чайка» (в номинациях «Патриарх», «лучший комедийный актёр» (1997, спектакль «Анекдоты»), «Сердце ангела» за продюсерские успехи (2004))
- Премия «Хрустальная Турандот» (за главную роль в спектакле «Комната смеха (Русская народная почта)» — 1999, за долголетнее и доблестное служение театру — 2004, 2011, в номинации «Лучшая мужская роль» за исполнение главной роли в спектакле МХТ «Юбилей ювелира» — 2015)
- Международная премия К. С. Станиславского (Международный Фонд К. С. Станиславского, 1997)[84]
- Премия «Слава России» (2006)[85]
- Национальная премия «Россиянин года» — «за выдающийся вклад в развитие российского театра» (2006)[86]
- Национальная премия «Лучший руководитель России» (2007)[87]
- Театральная премия имени Г. Товстоногова (в рамках Высшей театральной премии Санкт-Петербурга «Золотой софит», сезон 2006—2007 гг.) в номинации «за выдающийся вклад в развитие театрального искусства» (2007)[88]
- Премия X Открытого Российского фестиваля кинокомедий «Улыбнись, Россия!» в номинации «за вклад в комедию» (2009)[89]
- Гранд-премия «КиноВатсон» (2009)[90]
- Премия «Кумир» в номинации «Высокое служение искусству» (2011)
- Премия «Звёздный мост» — «за выдающийся вклад в развитие аудиовизуальных искусств для детей и юношества» (2011)
- Премия Европейской культуры «Треббия» — «за выдающийся вклад в развитие искусства» (2011)[91]
- Международная премия «Персона года» (Гран-при) — «за наиболее яркое проявление себя в деле служения общественным политическим и государственным интересам России» (Учредитель — «РБК» (РосБизнесКонсалтинг), 2011)
- орден «Слава Отечества» (2011)[92]

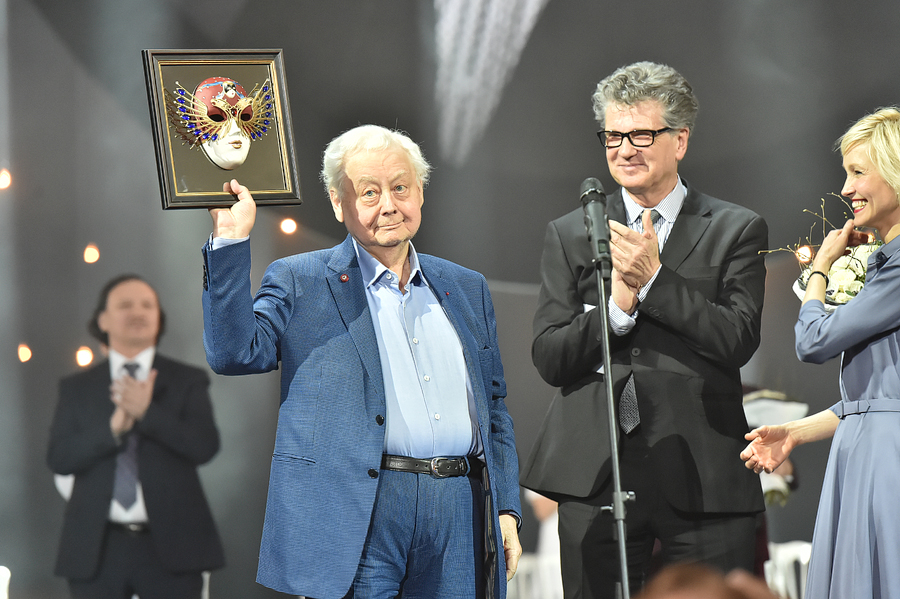
На церемонии вручения
премии «Золотая маска», 19 апреля 2017 года

- Премия газеты «Московский Комсомолец» по итогам 2002—2003 гг. («Лучший дуэт» — спектакль МХТ имени А. П. Чехова «Копенгаген» М. Фрейна)
- Премия газеты «Московский Комсомолец» (за роль отставного профессора Серебрякова в спектакле «Дядя Ваня» А. Чехова)
- Премия газеты «Московский Комсомолец» (сезон 2004—2005 гг.) в номинации «Человек года»
- Специальная театральная премия газеты «Московский комсомолец» (2008)[93]
- Премия читателей газеты «Аргументы и факты» «Национальная гордость России»
- Золотая медаль имени Н. Д. Мордвинова — «за выдающийся вклад в развитие театра» (Международный театральный форум «Золотой витязь», 2010 и 2011)
- Высшая Российская общественная награда — знак ордена святого Александра Невского «За труды и Отечество»[94]
- Российская национальная актёрская премия имени Андрея Миронова «Фигаро» (2013)
- Премия О. Янковского «Творческое открытие» на Открытом фестивале искусств «Черешневый лес» — за открытие Московской театральной школы (2013)
- Межгосударственная премия «Звёзды Содружества» (награда учреждена Советом по гуманитарному сотрудничеству государств СНГ и Межгосударственным фондом гуманитарного сотрудничества государств-участников СНГ, 2014)
- Зрительская премия «Звезда Театрала» в номинации «Любимый театр / Лучший директор» (2014)
- Памятная медаль за значительный вклад в развитие российско-швейцарских отношений (к 200-летию установления дипломатических отношений между Россией и Швейцарией, 2014)
- Премия газеты «Московский Комсомолец» за лучшую мужскую роль, категория «мэтры» (2015, за исполнение главной роли ювелира в спектакле «Юбилей ювелира», МХТ им. Чехова)[95]
- Премия О. Янковского «Творческое открытие» на Открытом фестивале искусств «Черешневый лес» — за исполнение главной роли в спектакле МХТ «Юбилей ювелира» (2016)[96]
- Специальный приз «Золотой Святой Георгий» Московского международного кинофестиваля за вклад в мировой кинематограф (2018, посмертно)[6]

## Книги
- Табаков О. П. Прикосновение к чуду. — М. : АСТ, Зебра Е, 2008. — 350 с. — 5000 экз. — ISBN 978-5-17-049663-1.
- Смелянский А. М., Табаков О. П. Моя настоящая жизнь. — Эксмо-пресс, 2000. — 493 с. — (Триумф. Золотая коллекция). — 10 000 экз. — ISBN 5-04-005401-7.
- Табаков О. П., Родионова И. В. Парадокс об актёре. — М. : Центрполиграф, 1999. — 377 с. — 10 000 экз. — ISBN 5-227-00419-6.

## Память

Бюст в МХТ имени Чехова

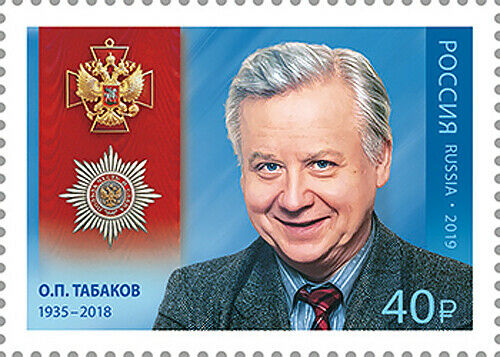
Портрет О. П. Табакова и орден «За заслуги перед Отечеством». Художник-дизайнер О. Савина.Почтовая марка России 2019 года.

- Студией документального кино «Лавр» по заказу ФГУП ВГТРК «Россия» был снят фильм-портрет «Маршал Лёлик Табаков»[97].
- Памятник, посвящённый творчеству актёра в Саратове, открыт в 2015 году[98].
- По инициативе саратовцев его именем предложено назвать саратовский Дворец творчества детей и молодёжи, среднюю школу № 18, в которой он учился и улицу[99].
- Студия «Союзмультфильм» посвятила мультсериал «Возвращение в Простоквашино» памяти актёра[100].
- В апреле 2018 года в Саратове на дворце творчества детей и молодёжи в центре города открыли мемориальную доску актёру[101].
- В день 120-летия МХТ им. А. Чехова, 26 октября 2018 года, в фойе театра открыт бюст Олега Табакова[102].
- В 2019 году «Почтой России» выпущена почтовая марка, посвящённая О. П. Табакову. На марке изображён портрет Олега Табакова и орден «За заслуги перед Отечеством». Номинал марки 40 рублей, размер 42×30 мм, тираж — 182 тыс. экземпляров[103].
- Московский Метрополитен выпустил тематическую транспортную карту «Тройка» «Театр Олега Табакова»[104], также на  Калужско-Рижскую линию вышел именной поезд[105].
- В августе 2020 года на доме в Саратове, где родился Табаков, открыли мемориальную доску. Тогда же начал обсуждаться вопрос о переименовании улицы Большой Казачьей в улицу Табакова[106].
- 14 декабря 2020 года в Москве открыта скульптурная композиция «Атом солнца Олега Табакова», приуроченная к 85-летию со дня рождения Олега Павловича. Скульптура установлена на Малой Сухаревской площади рядом с Новой сценой «Табакерки»[107].
- 27 сентября 2021 года на могиле артиста на Новодевичьем кладбище был открыт памятник. Монумент изготовили из зелёного мрамора и стеклянных элементов. Помимо вдовы Марины Зудиной и детей, почтить его память пришли друзья, коллеги, ученики и поклонники[108].
- Школе № 18 в Саратове присвоено имя Народного артиста СССР Олега Табакова[109].

Творчеству и памяти актёра посвящены документальные фильмы и телепередачи:
- «Олег Табаков. „Достояние республики“» («Первый канал», 2008)[110]
- «Олег Табаков. „Зажигающий звёзды“» («Первый канал», 2010)[111]
- «Олег Табаков. „Я всё делаю с удовольствием“» («Первый канал», 2010)[112]
- «Олег Табаков. „Мне есть, что сказать“» («ТВ Центр», 2014)[113]
- «Олег Табаков. „Смотрю на мир влюблёнными глазами“» («Первый канал», 2015)[114][115]
- «Олег Табаков. „И его цыплята табака“» («Первый канал», 2017)[116][117]
- «Олег Табаков. „Послесловие“» («Мир», 2018)[118]
- «Олег Табаков. „Легенды кино“» («Звезда», 2019)[119]
- «Олег Табаков. „Всё, что останется после тебя…“» («Первый канал», 2020)[120][121]
- «Олег Табаков. „У меня всё получилось…“» («ТВ Центр», 2021)[122].